# Vesnický kostel

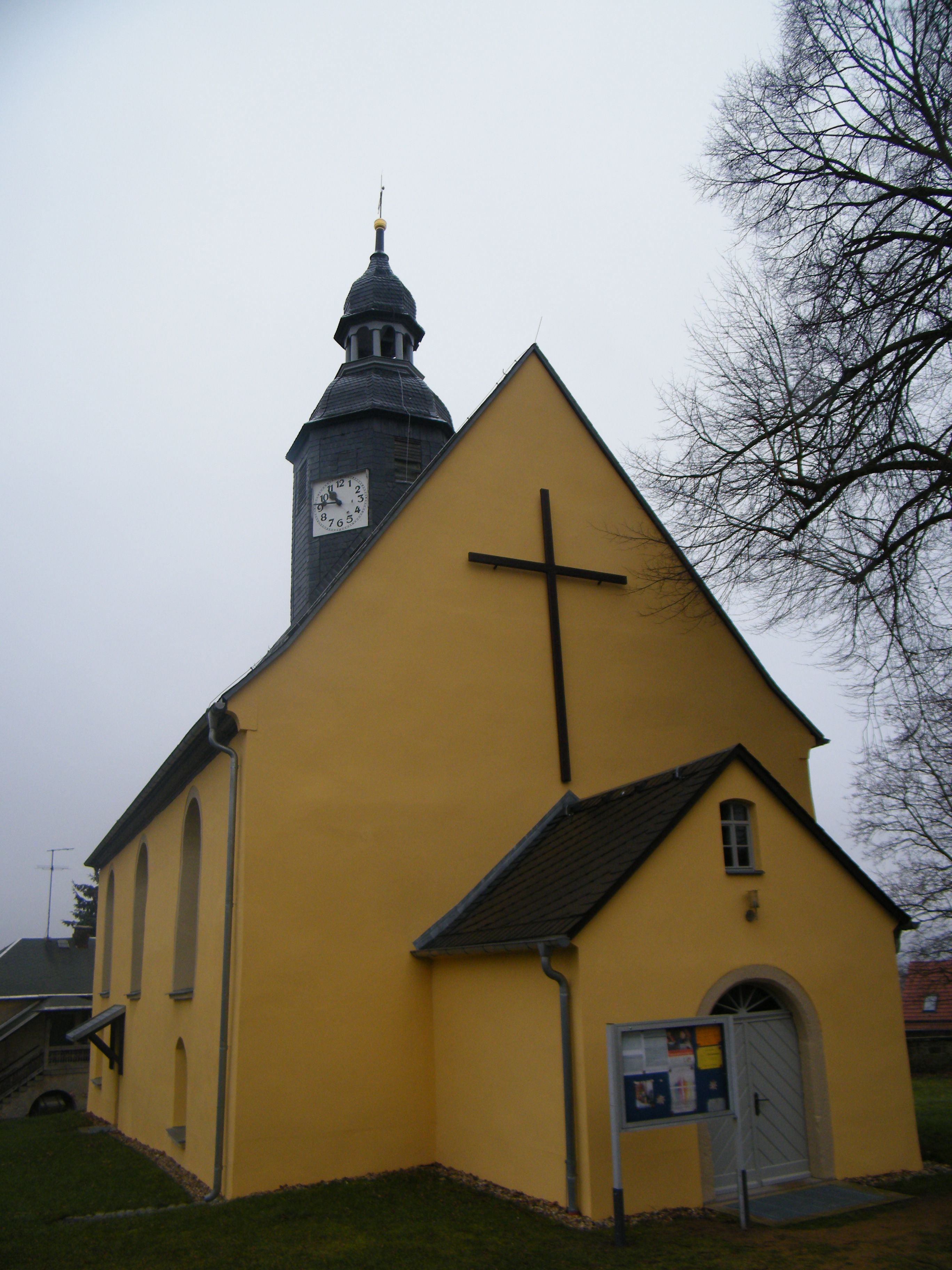
Barokní vesnický kostel v saském Lichtenhainu

Vesnický kostel v kunsthistorii a folkloristice označuje sakrální stavbu ve vesnických sídlech, která má charakteristický vzhled, historii a také využívání. Začasté byl nejdůležitější stavbou vesnice a byl na něj navázán společenský život. Autoři staveb jsou zpravidla anonymní, výstavbu financovali povětšinou farníci či vrchnost. Nejstarší vesnické kostely se stavěly již v raném středověku, období rozkvětu jejich výstavby však přišla v pozdních obdobích románského, gotického a barokního období. Významný vliv na jejich vývoj měla také reformace. V různých obdobích se vyskytovalo větší množství stavebních typů; k nejčastějším patřily jednolodní halové kostely doplněné apsidou, obdélníkovým či polygonálním kněžištěm, kvadrem nebo věží. Jako stavební materiál bylo použito dřevo nebo hrázděné zdivo, dále různé druhy kamenů (včetně polních) a cihly. Stavební podoba vesnických kostelů se mění v závislosti na stavebním slohu či místních podmínkách. Interiéry katolických vesnických kostelů vycházejí ze středověkého rozvržení, protestantské kostely bývají jednodušší. Hlavní oblastí rozšíření vesnických kostelů je německojazyčná část střední Evropy, vyskytují se však i v jiných částech Evropy (od Britských ostrovů po Pobaltí a od severní Itálie po Skandinávii).

## Vymezení pojmu

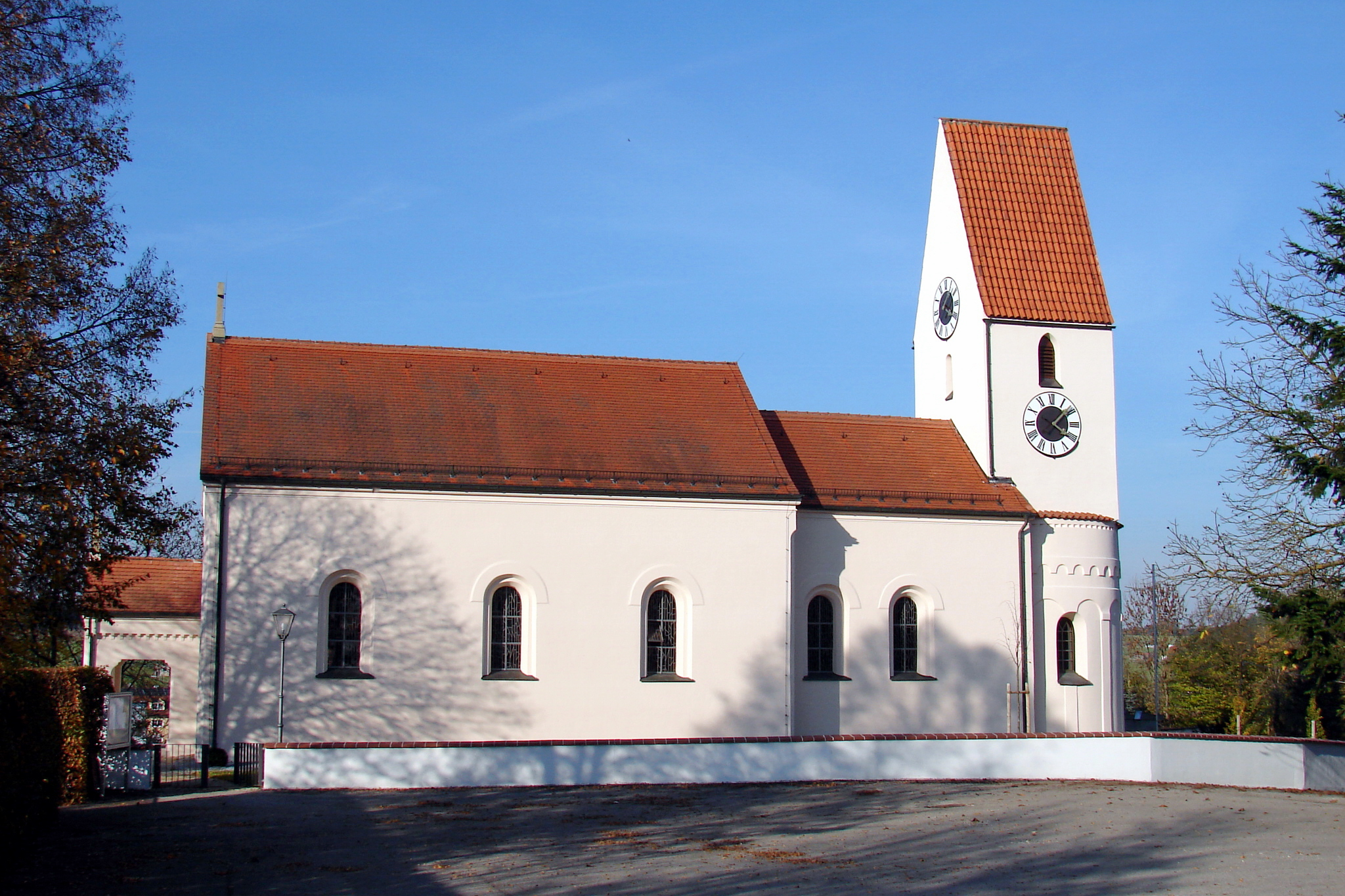
V jádru pozdně románský kostel svatého Jakuba Většího v Hebrontshausenu s chórovou věží

Vesnický kostel je kunsthistorický a folkloristický pojem používaný pro označení sakrálních staveb vesnických sídel, církevní a státní správa jej však nepoužívají. Rozhodující pro určování není církevní status (farní, filiální či mateřský kostel nebo kaple), nýbrž celkové ztvárnění stavby vycházející z venkovského způsobu života. Ne všechny kostely na venkově však mohou být označeny termínem venkovský kostel; kromě klášterních a poutních kostelů lze tímto termínem označit většinu kostelů z 19. století jen s výhradami. Důležitou skutečností při vymezení pojmu je i vlastní historie stavby. Nejedná se o pouhé redukované vysoké umění a většina vesnických kostelů tak patří do přechodné oblasti.
Stavitelem vesnického kostela byla povětšinou venkovská obec, ve středověku dal v mnoha případech podnět ke stavbě kostela jeho patron, lenní pán, ale také biskupové či kláštery. Většinu venkovských kostelů tak nestavěli rolníci. V některých krajích, například ve východoněmecké kolonizační oblasti, stavěli tyto budovy putující kameníci, další pak stavitelé klášterů a od pozdního středověku také městští stavitelé. Čistě rolnické kostely se vyskytovaly jen v těch ohraničených oblastech, které obývalo svobodné rolnictvo.
Při výstavbě vesnických kostelů byly od začátku upřednostňovány určité typy, které ovšem zároveň dostávaly impulzy ze strany vysokého umění, jehož vývoj sledovala výstavba vesnických kostelů často se značným zpožděním. Povětšinou se tento vývoj projevoval zjednodušováním, ale někdy bylo též vysoké umění obohaceno prvky z vesnických kostelů (například chórová věž).
Vesnický kostel tvoří organickou jednotu s okolní vesnickou zástavbou, na což se začalo poprvé poukazovat v období romantismu. Jeho umístění v rámci vesnice se postupně měnilo v závislosti na změnách sídelní formy a s určujícími podmínkami krajiny. Často je spojován se stavbami souvisejícími s úctou k mrtvým (hřbitovy, hřbitovní kaple, v jižním Německu také kostnice) a obrannými stavbami, protože kostel byl ve středověku často posledním útočištěm vesničanů při obraně. Mnohé vesnické kostely tak sloužily jako opevněné kostely, které spolu se hřbitovem obehnaným kamennou zdí tvořily společný obranný systém. Obranná zařízení opevněných vesnických kostelů zahrnovala jak jednoduché formy, jako kostelní věže s přístupovými otvory v horních patrech, tak i běžné spojení vesnického kostela a hradu s cimbuřím, příkopy, sýpkami a obrannými věžemi. To platí zejména pro sedmihradské opevněné kostely a východobavorské typy vesnických kostelů se společenskými místnostmi nad bohoslužebnými prostory. Podobně jako u hornofalcko-českých panských kaplí se západní emporou se však při stavbě vesnických kostelů jedná o hraniční případy. Opevněné vesnické kostely nestavěli však pouze rolníci, ale začasté také vrchnost.
V německojazyčném prostředí je vesnický kostel označován jako Dorfkirche, anglicky pak jako Village church, francouzsky Église de village a italisky Chiesa di villaggio.

## Historie

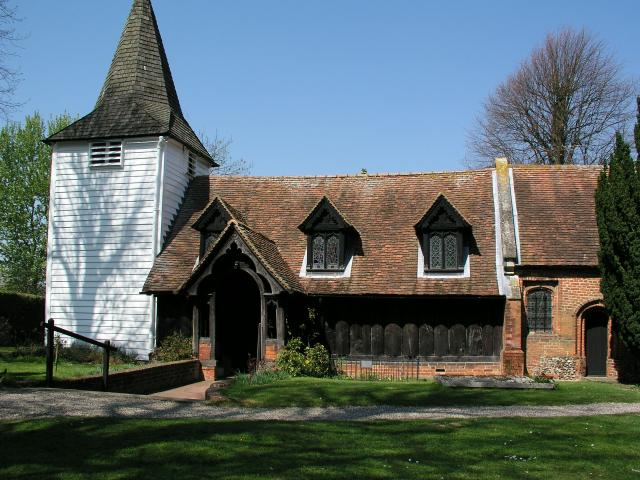
Nejstarší dřevěná část kostela v britském Greensteadu

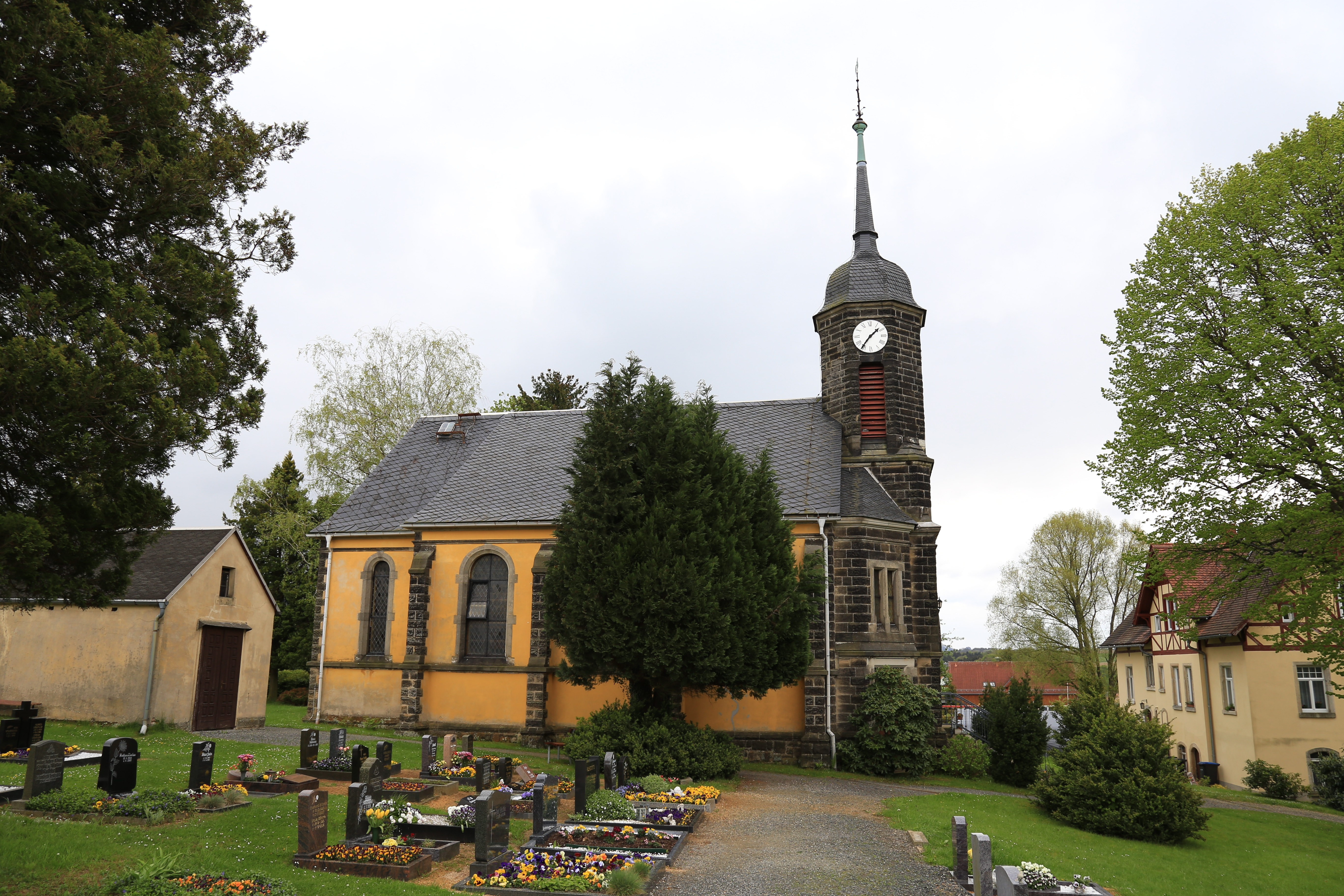
Historizující novostavba vesnického kostela v Porschdorfu z počátku 20. století

V užším smyslu existují v Německu vesnické kostely od dob rozvoje městské kultury. Jejich nejběžnější typy lze v jižním a západním Německu vysledovat až do předrománského období. Poznatky ohledně počátku výstavby vesnických kostelů přinesly archeologické průzkumy. Ačkoli kostely v anglosasko-fríském regionu při Severním moři, stejně jako pozdější evangelické kostely, působí světským dojmem a připomínají venkovské domy, nelze jejich vývoj odvodit od statků ani vysvětlit jejich vznik jako redukci monumentálního vysokého církevního umění. Již v předrománském období existovalo několik variant jednolodních vesnických kostelů, které mají pravděpodobně původ v různých oblastech kultury. Přinejmenším se zdá, že některé z jednolodních typů vesnických kostelů měly přímý vztah k provinční římské architektuře během karolínského a následujícího „temného“ období, podle dalších výzkumů jsou pak některé typy odvozeny od dřevěných staveb, které vyžadují obdélníkové půdorysy. O skutečném významu těchto dřevěných sakrálních staveb nelze získat skutečnou představu; přinejmenším však od začátku dominovaly mezi vesnickými kostely ve všech částech Evropy. Řada obdélníkových dřevěných kostelů v oblasti dolního Rýna byla identifikována pomocí vykopávek. Je možné, že malý anglický dřevěný kostel v Greensteadu (hrabství Essex, pravděpodobně je identický s capella lignea doloženou písemně v roce 1013) ukazuje ranou anglosaskou dřevěnou konstrukci, jejíž půdorysy jsou nápadně protáhlé, podobné půdorysům fríského vesnického kostela, a liší se tak od krátkých keltských. Kamenné obdélníkové vesnické kostely se čtvercovým závěrem však existují již od 7. či 8. století v oblasti od Alp po severozápadní Evropu a v některých regionech převládaly. Z toho lze usoudit, že na vzniku nejběžnějších typů se podílel nejen jih Evropy, ale také její sever. Dřevěné stavby postupně od 12. století stále více ustupovaly, avšak v severní, střední a východní Evropě (severovýchod Německa, Ukrajina, Slovensko, Polsko) přetrvával až do 19. století. Většina půdorysů těchto dřevěných staveb se výrazně neliší od kamenných budov: loď je většinou obdélníková, oltářní prostor je uzavřený pravoúhle nebo polygonálně a na stavbu navazují západní předsíně, sanktusníky, samostatné věže nebo arkády.

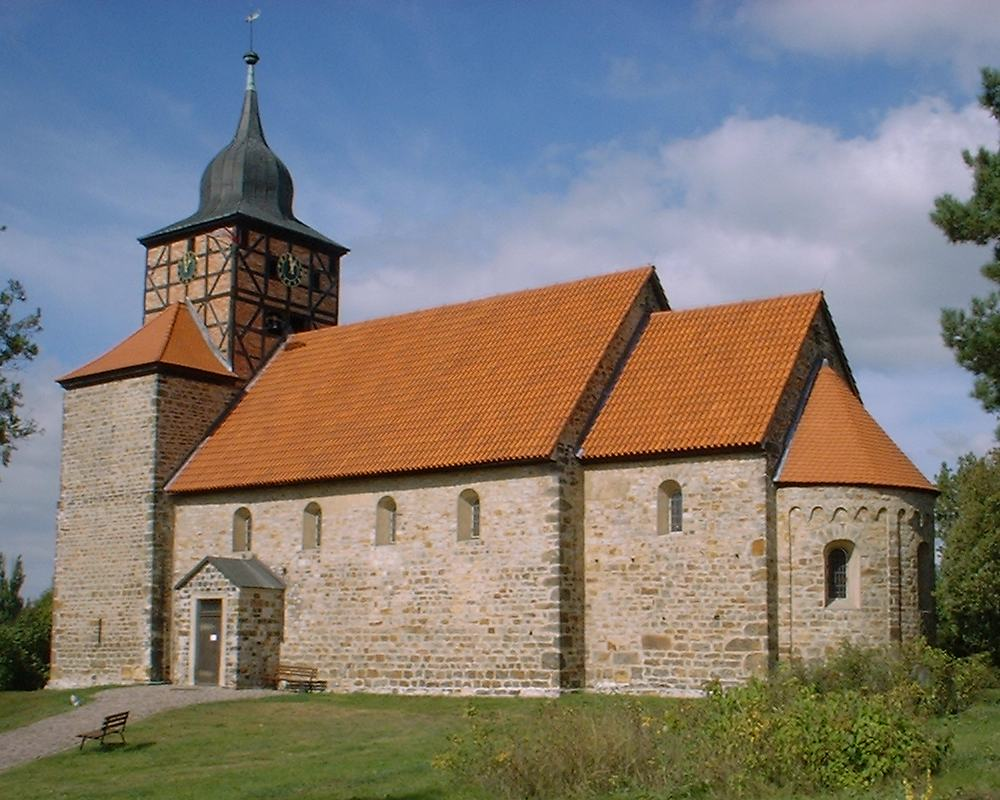
Románský kostel svatého Tomáše v Pretzienu

Tři období rozkvětu výstavby vesnických kostelů přišla na konci velkých epoch poté, co se země nasytily styly vysokého umění: v pozdně románské, pozdně gotické a pozdně barokní době. Průběh v jednotlivých regionech je však odlišný: zatímco stavba vesnických kostelů románského období dosáhla v jižním a západním Německu svého vrcholu kolem roku 1200, na nově kolonizovaném severovýchodě to bylo spíše až kolem roku 1300. Nejvýznamnější výsledky románského období jsou patrné ve Vestfálsku a zejména v severním Německu, kde výstavba vesnických kostelů v  prosté monumentalitě a dokonalém řemeslném provedení (jako kostely postavené z polních kamenů) dosáhla svého vrcholu, který již nebyl později znovu zopakován. V období pozdní gotiky naopak stavba vesnických kostelů vyvrcholila v jižním Německu, i když na venkově vzkvétala i cihlová gotika, která od 14. století nahradila v severovýchodním Německu stavby z polních kamenů. Kromě kostelních věží tak doplňují ráz krajiny severovýchodního Německa také cihlové štíty všech vývojových stupňů těchto staveb. Bavorsko, Rakousko a Württembersko vytvořily v pozdně gotickém období bezpočet vesnických kostelů ohromujících svou prostorností. V některých oblastech byly nahrazeny tradiční jednolodní sálové kostely vícelodními systémy a původními, zcela novými typy. Ve Württembersku a Bavorsku získaly značný vliv velké stavební hutě. Hranice mezi venkovským a vysokým uměním se začaly stírat.
Po druhém rozkvětu v pozdně gotickém období výstavba vesnických kostelů asi 150 let stagnovala. Nové období přidalo k relativně velkému množství typů vesnických kostelů jen několik nových. Převládala přizpůsobování starých typů požadavkům nového renesančního ideálu. Při renovaci a stavbě nových budov se zachovávalo co nejvíce prvků z původních staveb. Nejčastěji byly zachovávány věže. Protože byla někdy kostelní loď orientovaná odlišně, staly se z původních chórových věží boční věže. Stávalo se též, že starý kostel sloužil krátce jako presbytář pro novou větší loď.

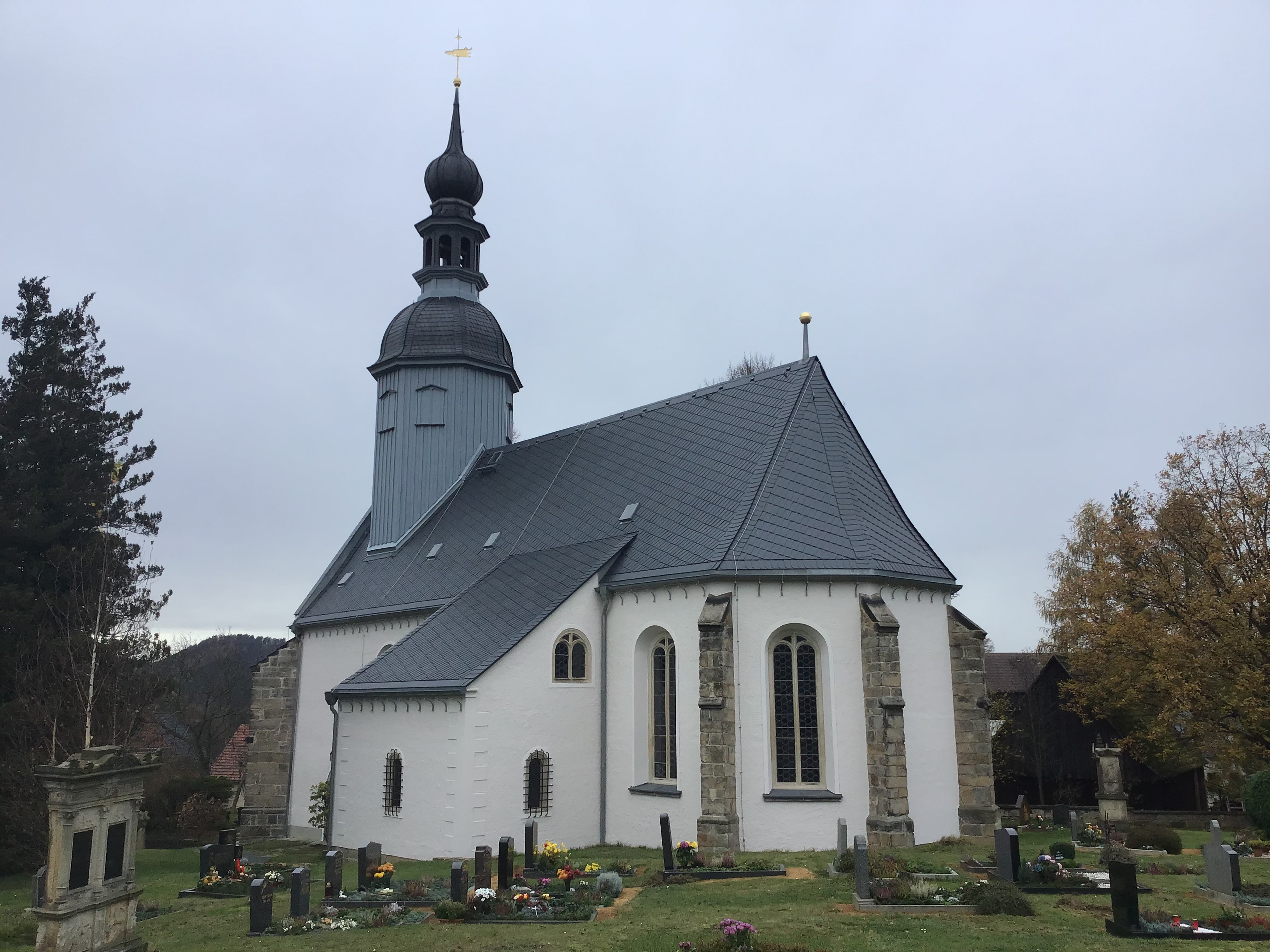
Barokní vesnický kostel v Reinhardtsdorfu

Pro vývoj vesnických kostelů se ukázala být mnohem důležitější reformace než renesance, která měla dopad pouze v omezených oblastech. Reformace nejprve změnila především zařízení vesnických kostelů, ale následně vedla k zásadně odlišné koncepci církevních sakrálních staveb v evangelickém a katolickém pojetí. Stavba vesnických kostelů v Německu zaznamenala obecný rozmach až po třicetileté válce; 18. století tak přineslo svůj třetí a poslední rozkvět. Na protestantský sever vstoupil severozápadní evropský klasicismus a na jih proniklo do vesnického kostela pozdní baroko se svými živými tvary. Množství nových originálních řešení v protestantské městské sakrální výstavbě se rozšířilo i na venkov, ale jen málo se jich tam trvale uchytilo. Plodnější bylo prolínání vysokého a rolnického umění v Bavorsku a Rakousku, kde významní architekti často stavěli vesnické kostely, a to buď přijetím a zdokonalením starých typů, nebo zjednodušením složitých centrálních staveb vysokého umění. K nejznámějším patří Johann Michael Fischer v Bavorsku či Balthasar Neumann ve Francích, který naopak přenesl vesnickou chórovou věž do monumentálních staveb. Venkovský prvek je obzvláště silný u Dominika Zimmermanna. Původně neomítnutý středověký vesnický kostel přišel v době baroka s požadavkem reprezentativní fasády. Inspiraci našel u franských domů, jejichž fasády po dlouhou dobu dominovaly tamní krajině. Stavitelé usilují, aby interiér působil jednotným dojmem. Interiéry tak pokrývá štuková výzdoba a iluzionistické malby více otevírají klenuté stropy. Centrální stavba získala velký význam jak pro protestantská území, tak pro katolické Bavorsko a Rakousko. Dokonce i tradiční jednolodní sálové kostely pod jejím vlivem změnily svůj tvar a byly formovány centralizujícím způsobem.
Od poloviny 18. století však došlo k všeobecnému návratu k sálovému kostelu s plochým stropem a stavební činnost utichla. Do té doby živé tradice výstavby vesnických kostelů byly přerušeny s nastupujícím kosmopolitním klasicismem. Na venkově se začaly od dob romantismu stavět jednotlivé „chrámy“ a stále častěji vznikaly „vesnické katedrály“. Nové vesnické kostely ztratily svůj charakter a napodobovaly městskou architekturu. I přes převažující proud se stále našli architekti, kteří navrhovali vesnické kostely s důrazem na soulad s krajinou (například Karl Friedrich Schinkel a jeho škola). Od 20. století se objevují snahy o obnovení přerušených tradic výstavby vesnických kostelů (od roku 1908 Hnutí vesnických kostelů).
Stavba vesnických kostelů je jedním z velkých kolektivních úspěchů německého umění, ale spíše kvůli jejímu obecnému kulturnímu významu než kvůli vynikajícím individuálním úspěchům. Umělecká anonymita je totiž její důležitou podstatou. Svou rozmanitostí a bohatostí forem přesahuje – alespoň dočasně – většinu západo a jihoevropských zemí a ve vztahu k vysokému umění se zdá být nezávislejší. Již od vrcholného středověku jsou patrné specifické znaky německé kulturní krajiny. V různých regionech se často objevovaly specifické odlišnosti, a to jak z hlediska fyziognomických charakteristik (atmosféra místnosti, podmínky, vybavení), tak v typech a klíčových formách (půdorys, poloha věže, tvar presbytáře či uspořádání portálu). Vesnické kostely jsou neodmyslitelnou součástí německé kulturní krajiny.
Vliv německých vesnických kostelů přesahoval na severu a východě daleko za německojazyčný prostor. Německý vesnický kostel měl velký význam během christianizace a kolonizace evropského východu: doprovázel německé osadníky do Čech, na Slovensko, do Maďarska, na Balkán, do Sedmihradska a na severovýchodě přes Východní Prusko do Pobaltí a hluboko do Polska a Ruska. Skandinávie dostávala silné impulsy z oblastí výstavby německých vesnických kostelů i po reformaci.

## Typologie

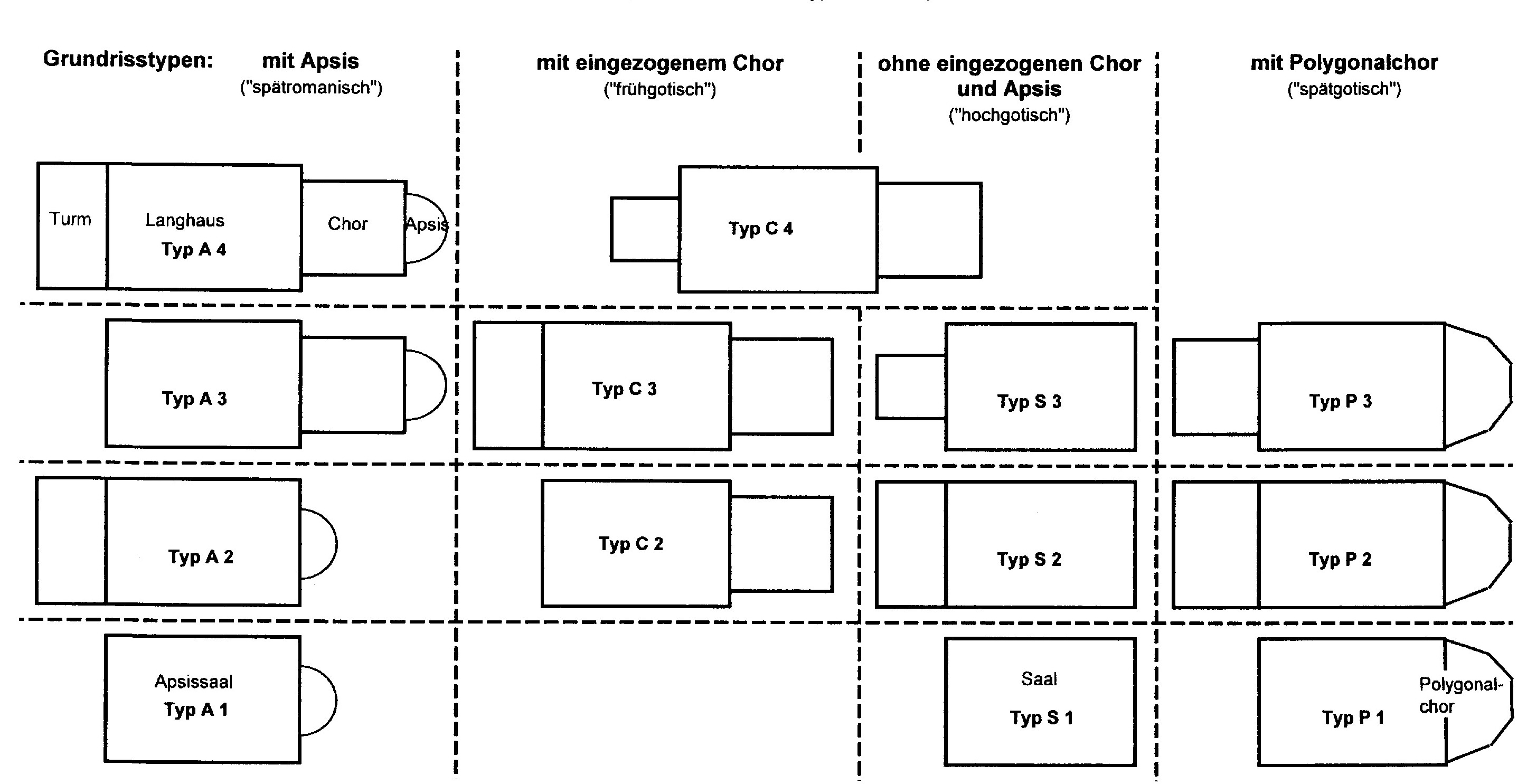
Typy půdorysů podle slohů

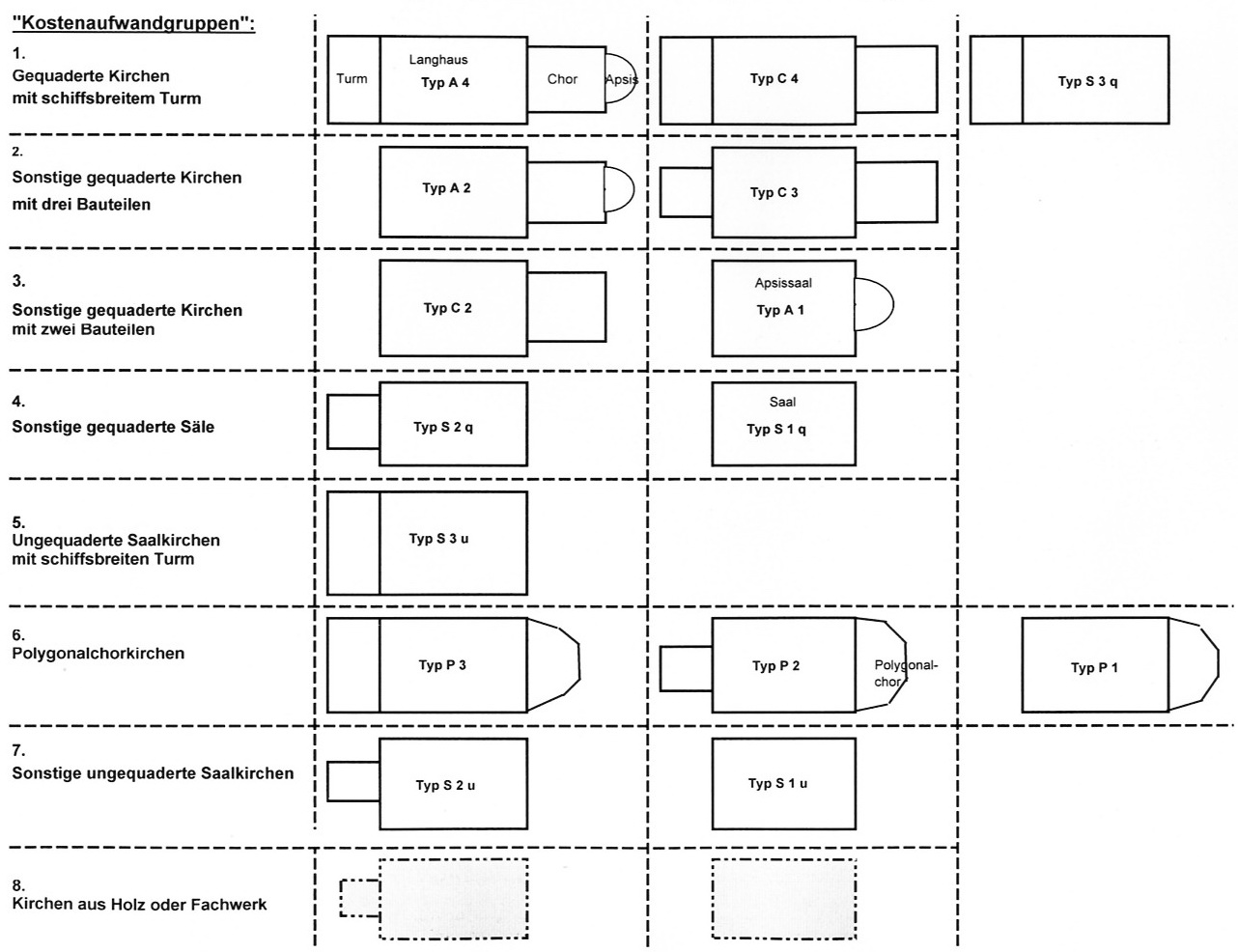
Typy kostelů podle nákladů na výstavbu

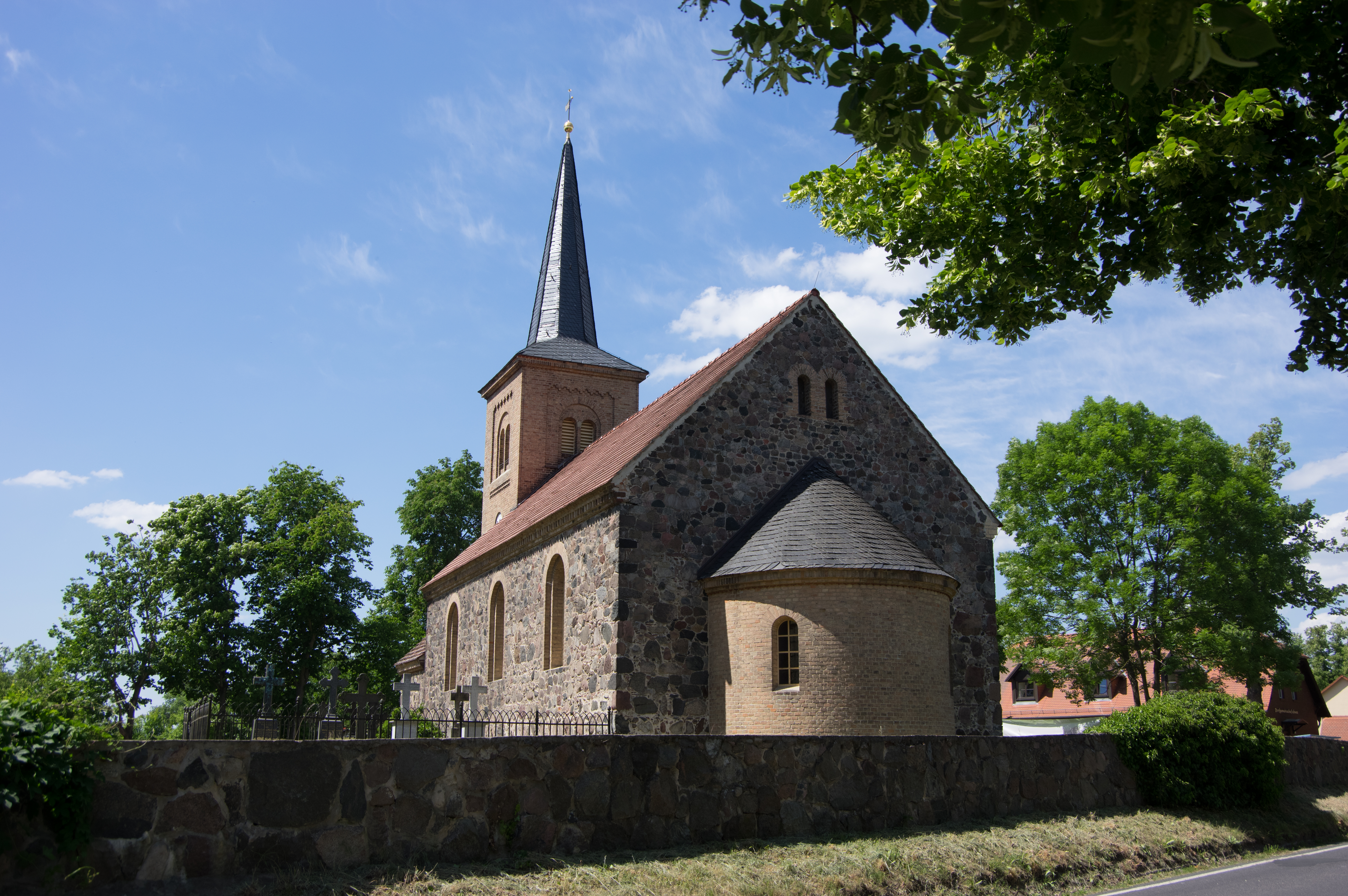
Vesnický kostel v Jünsdorfu s odsazenou půlkruhovou apsidou

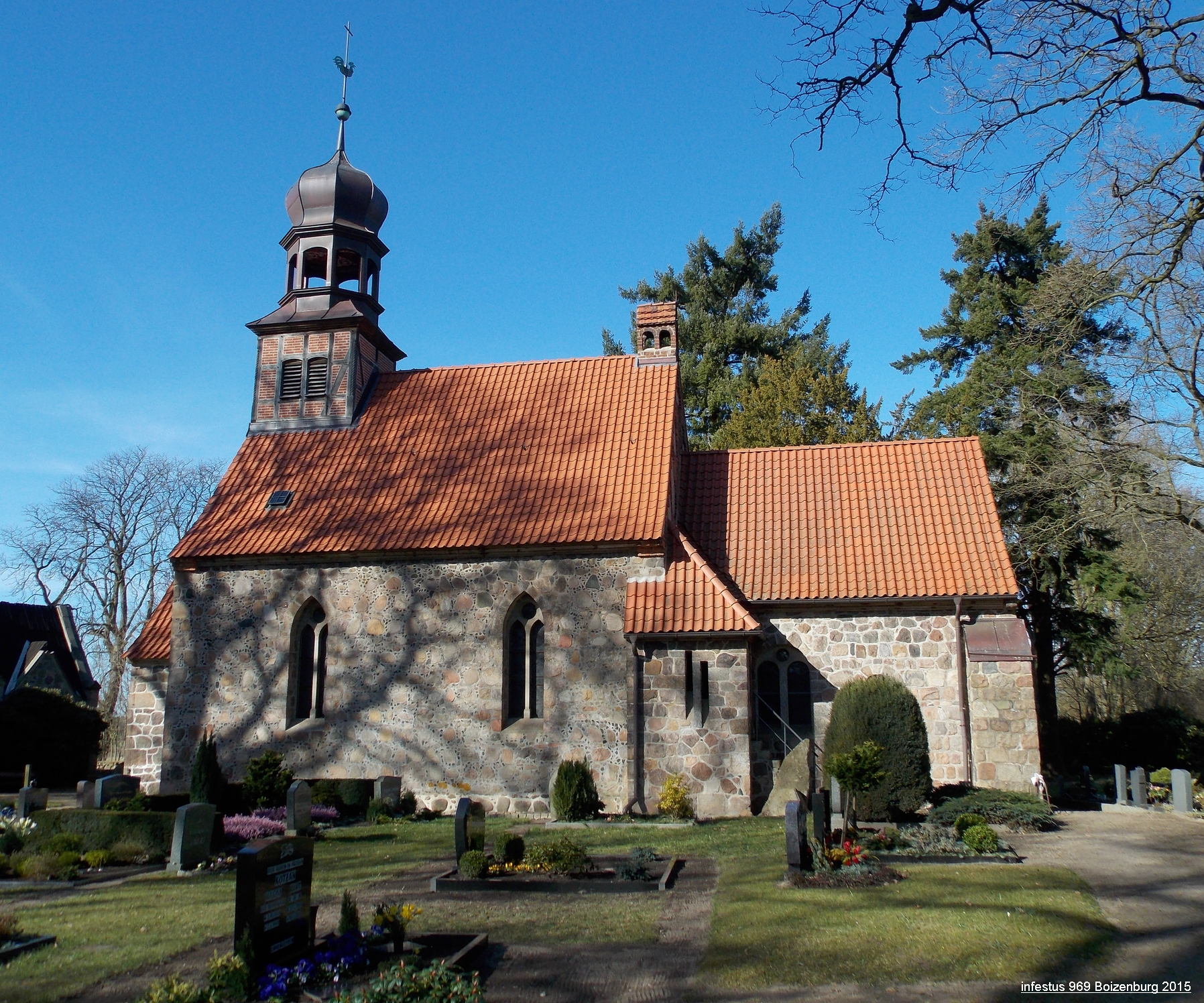
Kostel z polních kamenů v Marsowě s obdélníkovým kněžištěm

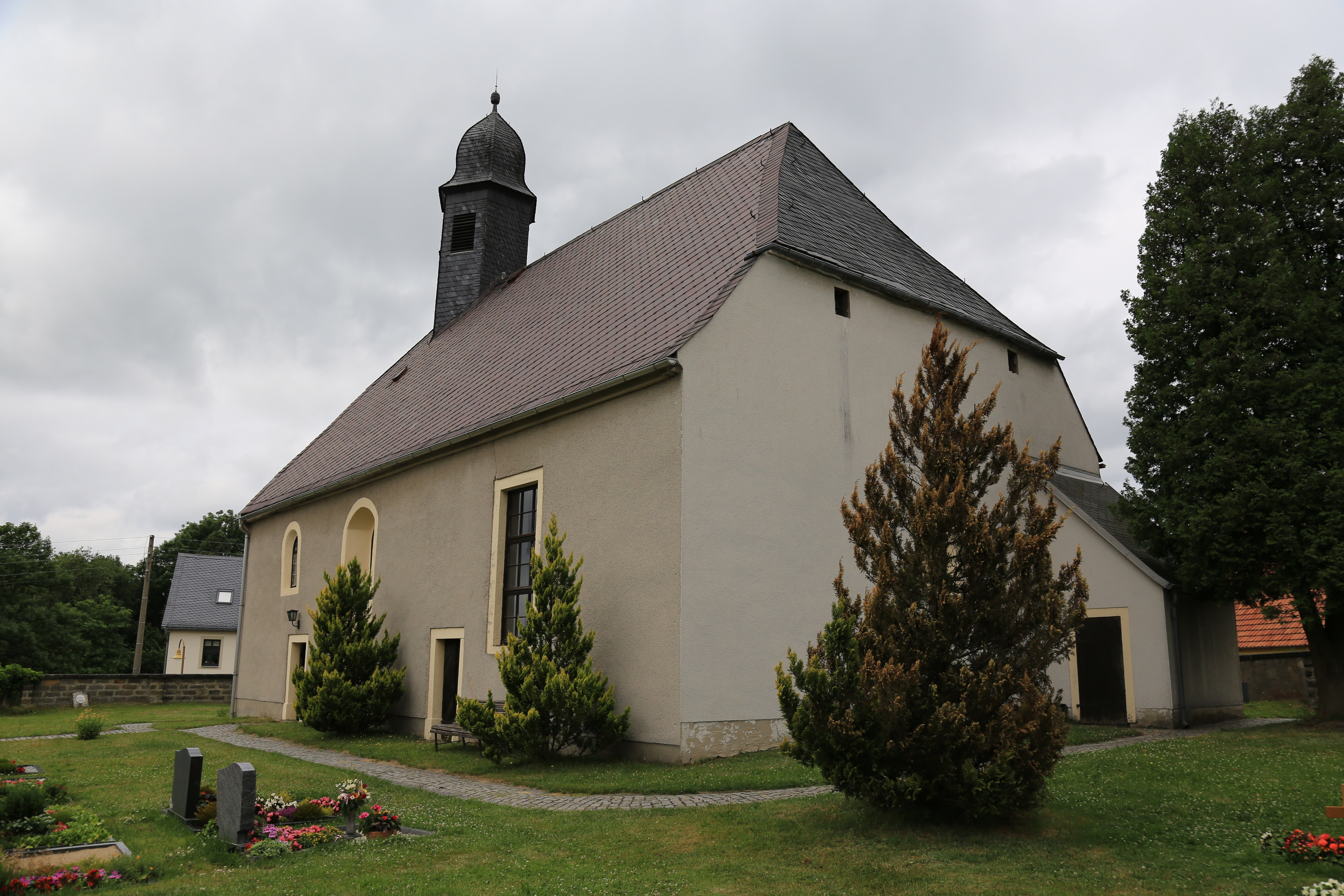
Vesnický kostel v Rückersdorfu o jednoduchém obdélníkovém půdorysu

Pro jednoduchý kult vesnické bohoslužby postačovaly jednoduché typy vesnických kostelů. Od počátku středověku do konce 18. století a také dále převažoval jednolodní sálový kostel. Kromě něj existují speciální typy, jejichž vznik byl vyvolán lokálními podněty, často náhodnější povahy, a které byly stavěny jen po omezenou dobu. V některých oblastech se tak objevují centrální stavby, jednosloupové místnosti, dvoulodní haly a podobně. Ve stavbách vesnických kostelů jsou též patrné redukované vícelodní struktury vysokého umění, a to navzdory jejich často venkovskému charakteru, jako například baziliky či trojlodní halové kostely. Základními prvky běžného vesnického kostela jsou: loď, oltářní prostor (kněžiště), věž, sakristie a předsíň. Při zjednodušování, vyvolaném nejen úsporností, docházelo nejen k odstranění věže, ale často i oltářního prostoru, a zůstala tak pouze loď.
a) Jednolodní sálový kostel měl při stavbě vesnických kostelů velké množství variant. Kromě toho, že loď bylo možné umístit variabilně (podélně, příčně nebo jako centrální prostor), byly jednotlivé prvky vesnického kostela v měnících se obdobích a různých krajinných typech navrhovány odlišně a byly různými způsoby kombinovány. Typy vesnických kostelů se proto dělí podle různých charakteristik: podle polohy věže, účelu (například opevněný kostel) a především podle tvaru kněžiště. Nejběžnějšími typy podle rozvržení prostoru a tvaru oltářního prostoru jsou:
1) Sálový kostel s odsazenou apsidou (apsidová hala), který je jedním z nejstarších typů vesnických kostelů. Je pravděpodobně středomořského původu a v Německu se vyskytoval již předrománském období. Obzvláště rozšířený je na jihu, západě a jihovýchodě Německa, zatímco v severním Německu je apsidová hala poměrně vzácná. Pouze ve Frísku se vyskytuje protáhlá varianta s velmi malou apsidou podobnou výklenku a s portály pouze na dlouhých stranách. U běžných typů je apsida téměř vždy zaklenutá, zatímco loď je často plochostropá. Původně bezvěžový typ byl zejména v Čechách a na Moravě doplněn západní věží. Gotika nahradila půlkruhovou apsidu tříosminovým nebo pětiosminovým závěrem. Tento typ, v pozdním středověku již méně významný, byl v novověku často využívaný jak pro stavbu katolických, tak evangelických vesnických kostelů. V protestantských kostelech se často apsida již nepoužívala jako kněžiště, ale jako sakristie. Takové kostely jsou obzvláště běžné od 18. století, například Döberitz, Pausin, Marwitz, Räsdorf, Babitz, Motzen a Schöneberg.
2) Sálový kostel s obdélníkovým (většinou téměř čtvercovým) kněžištěm (kostel s čtvercovým kněžištěm) byl jako dřevěná nebo kamenná stavba již od 7. či 8. století rozšířený v severní Evropě. Ve vrcholném středověku se vyskytuje po celém Německu, ale zejména na jeho severu. Ve švábsko-franské kmenové oblasti se nad kněžištěm často tyčí chórová věž, v dolním Německu je tento typ rozšířen o západní věž a východní stěna kněžiště je doplněna bohatě zdobeným štítem. Občas má čtvercové kněžiště východní a západní věž (ostrov Öland). Variantou, rozšířenou především v Anglii a severní Francii, je podélně obdélníkové kněžiště s dvěma nebo více pilíři s plochými konci. Ve 14. století ztratilo čtvercové kněžiště svůj význam a v pozdně gotickém období bylo vzácné. Tento typ zažil v některých regionech kolem roku 1600 oživení a v barokním období byl opět docela běžný.
3) Sálový kostel s odsazeným kvadrem a oddělenou apsidou (úplný nebo normální typ) je nejbohatěji členěný a pravděpodobně také nejmladší z románských typů  vesnických kostelů. V některých ohledech představuje syntézu obou předrománských typů – apsidové haly a čtvercového kněžiště – a lze jej považovat za skutečný románský typ vesnického kostela. Je zvláště rozšířený v některých oblastech severního Německa (Altmark, Jerichow), kde byl často kombinován se západní věží (Dolní Sasko naopak upřednostňovalo nestrukturovaný jednoprostorový typ). Ve východním Německu je tento normální typ relativně vzácný (poslední příklad směrem k pobřeží Baltského moře je Behren-Lübchin). Ve středním a jižním Německu byl také spojen s chórovou věží. Gotizovaná forma úplného typu patří, spolu s chórovým kostelem, k nejběžnějším typům pozdního středověku. Obvykle je odsazeno pouze kvadrum a polygonální konec není od kvadra oddělen. Úplný typ se nadále vyskytoval i v období baroka v různých variantách, a to jak s kulatým, tak s polygonálním zakončením.
4) Obdélníkový sálový kostel bez samostatného kněžiště (obdélníková hala) je nejjednodušší ze všech typů středověkých vesnických kostelů a nejpodobnější světským stavbám. Není ovšem jisté, zda je i nejstarší. Uvnitř je kněžiště obvykle odděleno od ostatního prostoru vítězným obloukem nebo schodem. Tento typ často preferovala náboženská reformní hnutí a sekty. Lze jej snadno interpretovat jako široký prostor a patří – podobně jako chórový kostel – k progresivním typům středověkých vesnických kostelů. V Německu, zejména severním, se vyskytoval od románského období. Fríské příklady tohoto typu mají vstupy pouze na dlouhých bočních stranách. Tento typ byl obzvláště běžný na severovýchodě, ve vesnicích kolonistů některých oblastí (Meklenbursko, Pomořansko, Uckerská marka). Podobně jako u typu s čtvercovým kněžištěm má často ornamentální štít. V Uckerské marce měl často západní věži v šíři lodi. Obdélníkový sál zůstával i v novověku dlouhou dobu běžný, jak ukazují četné příklady z druhé poloviny 18. století: Ruhlsdorf, Trampe, Nassenheide, Grieben, Sieversdorf, Berge, Grube, Wansdorf, Rädel či Heddin.
Gotika přidala k předrománskému a románskému typu několik nových variant. Podle obecných tendencí pozdního středověku bylo kněžiště prostorově spojeno s lodí. Charakteristický je pro něj chórový kostel, jednolodní sálový kostel s polygonálním závěrem, který bez odsazení navazuje loď. Uvnitř má kněžiště obvykle tvar obdélníkového prostoru a často má bohatší nebo jinak tvarovanou síťovanou klenbu než loď. Tento gotický typ byl v 15. a 16. století poměrně rovnoměrně rozšířen po celém Německu a lze ho vysledovat až do druhé poloviny 18. století. Barokní vesnické kostely tohoto typu mají polygonální nebo kulatou apsidu. V mnoha případech nahrazuje pětidesetinový závěr středověký tří nebo pětiosminový (Markau, Fredersdorf, Baumgarten, Kerzlin, Werder, Wustermark). V protestantských oblastech byl polygonální závěr někdy oddělen stěnou a používán jako sakristie.
b) Kromě těchto typů existovaly ve středověku a v novověku některé speciální typy s časově nebo místně omezený rozšířením.
Mimo předrománských kostelů se třemi apsidami je třeba zmínit pozdně gotický pilířový kostel. Jeho charakteristickým rysem jsou pilíře, které jsou částečně nebo úplně vtažené dovnitř. Tento typ vesnického kostela je zvláště rozšířený v Dolním Bavorsku, ale lze jej nalézt také v alemánské oblasti (Elsenbach, Gärtringen) a v Meklenbursku (Hohenkirchen). Pilířový kostel měl zvláštní význam v době baroka. Dvojlodní halový kostel vytlačil v pozdní gotice v některých regionech bavorsko-rakouské oblasti a ve Spiši ostatní typy vesnických kostelů. Ty se mohly vzácně vyskytovat už v románské době; jsou to vesnický kostel s plochou střechou, jehož dřevěné podpěry byly v novověku odstraněny, stejně jako podobný, ale centralizující kostel s jedním sloupem v severním Německu a Skandinávii. Druhá varianta získala během pozdního středověku bohatou výzdobu od vesnických kostelů bavorsko-rakouské oblasti. Tento typ je také hojný v údolí Mosely a ve Spiši. Tyto původně pravděpodobně světské dvojlodní prostory byly ve vesnických kostelech propojeny buď kněžištěm v hlavní ose, anebo dvěma paralelními chóry. S nimi souvisí i třísloupový prostor se třemi sloupy umístěnými v trojúhelníku. Tento původní typ místnosti – stěží myšlenka pocházející od rolníků – se vyskytuje výhradně v německých sakrálních budovách (rakousko-bavorská příhraniční oblast).

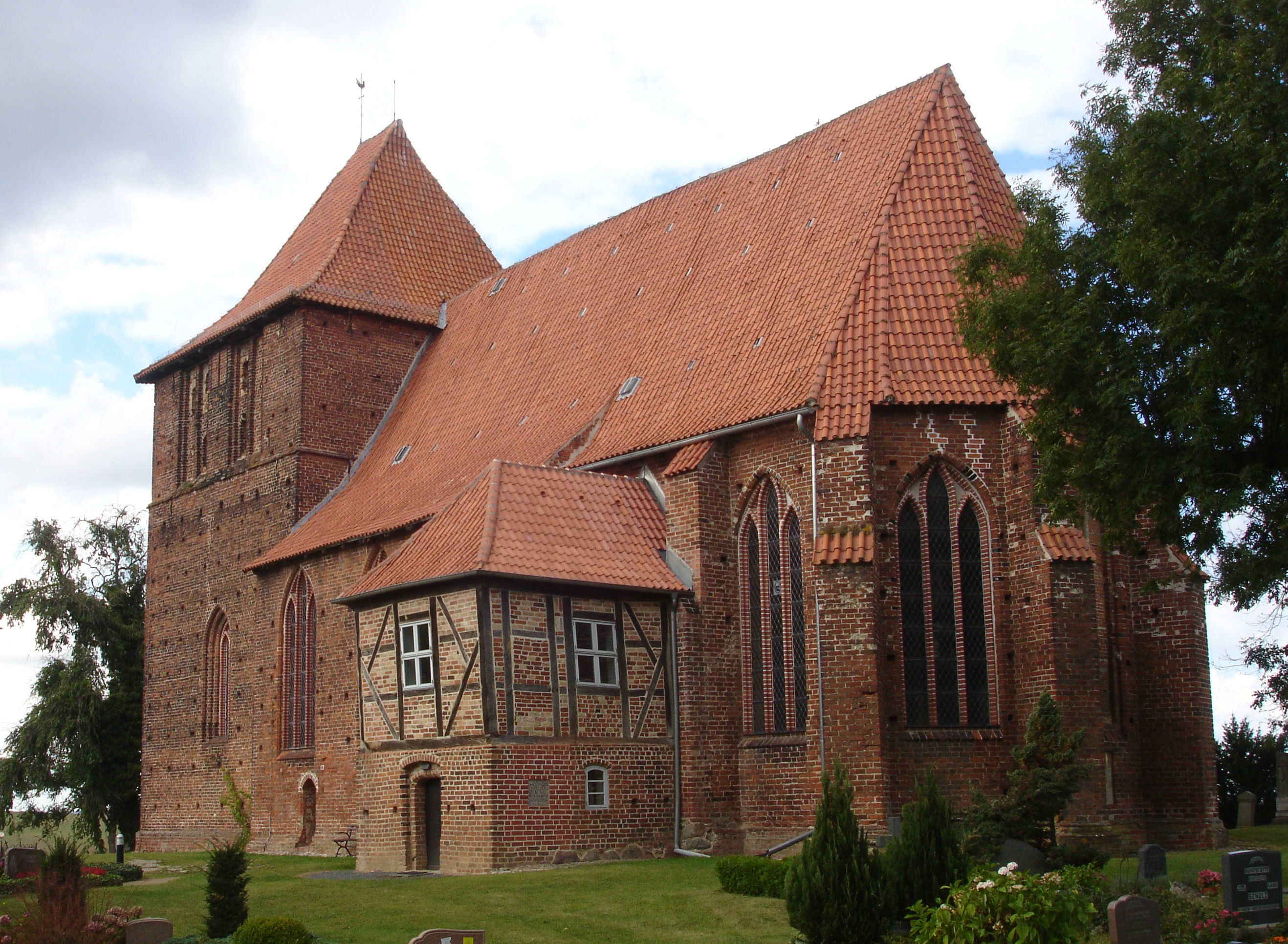
Vesnický kostel v Hohenkirchenu s vnějšími pilíři

Protestantskou novinkou byl transeptový kostel, který pravděpodobně dovezl z Nizozemska Leonhard Sturm. Zde jsou oltář s kazatelnou, a často také varhany, umístěny uprostřed dlouhé zdi. Tomu pak odpovídá i uspořádání lavic. Pokud stála ve střední ose vstupní strany věž, obsahovala předsíň; pokud byla postavena za oltářem, v jejím přízemí byla umístěna sakristie (Altdorf, Feuerbach, Kirchberg, Gerabronn, Aalen, Friedrichsdorf, Louisa, Assenheim). V oblastech reformovaných církví, zejména v německé části Švýcarska, není transeptový vesnický kostel nijak neobvyklý.
Podobné vlastnosti má také oboustranný chórový kostel rozšířený zejména v protestantských oblastech. Zde se úzké východní a západní stěny uzavírají polygonálně bez odsazení (Rittgarten, Wulkow, Lüdersdorf, Plänitz, Groß-Gandern, Beelitz, Pinnow). Prostory tohoto typu se přibližují centrální stavbě, zejména když úzké strany nejsou polygonální, ale půlkruhové (Grünberg). Typ, který se příležitostně vyskytuje již ve středověku, byl nejběžnější v některých severoněmeckých oblastech v první polovině 18. století.
Čistě centrální stavba má mezi všemi typy vesnických kostelů druhořadý význam. Některé speciální typy jsou rozšířené jen velmi omezeně: jednolodní křížový půdorys ve Vestfálsku a přilehlých oblastech až po Východní Frísko a příležitostně v braniborské Marce (Wiesenburg). V gotice centrální stavba chyběla a vrátila se zpět se stavbou protestantských kostelů (Lindenberg, Buch, Lossow, Brunne, Roskow, Krausnick, Neustadt; vše v Braniborsku).

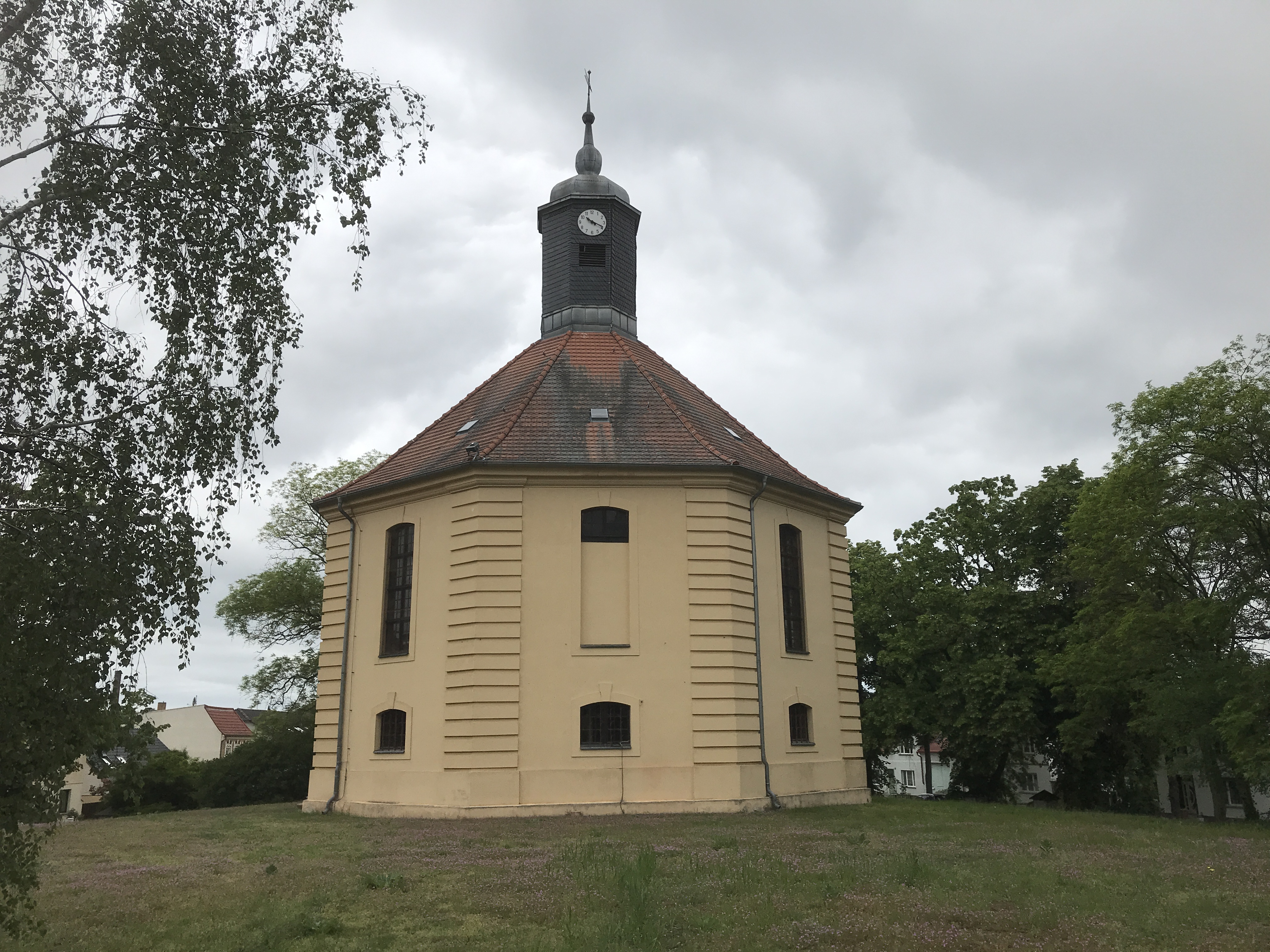
Centrální stavba kostela v Golzově s osmibokým půdorysem

Dalším typem centrální stavby v románském období je jednolodní rotunda s apsidou. Tento typ, hraniční případ mezi vesnickými kostely, byl oblíbený hlavně v Čechách a na Moravě, vzácněji v sousedních oblastech a ve Skandinávii. Jako předrománský typ byla rotunda původně bez věže; v Čechách byl příležitostně kombinován se západní věží (v rakousko-bavorské oblasti se tento typ používá hlavně jako kostnice). Gotika změnila rotundu na jednolodní polygon (například Ketztür, Laufen, Havelberg). Ten se stal běžnějším až v novověku (protestantské vesnické kostely), ve kterém se vyskytují varianty uvnitř kruhové a zevně polygonální či uvnitř i zevně kruhové, inspirované městskými kostely (Logau, Trebichow, Treppeln, Tornow, Golzow, Herzogswalde, Zehlendorf, Glienicke, Eiche).
Centrální stavba je důležitější pro novověké než pro středověké vesnické kostely. Jejím vlivem se v protestantských i katolických oblastech tradiční obdélníkové sálové kostely více či méně přibližují centrální stavbě: zkosení nebo zaoblení rohů lodi buď pouze na východě, anebo – většinou – také na západě a v kněžišti či kopulové klenby dosedající na stěny. V barokní době byly v rovinách postaveny četné pravidelné centrální budovy. Katolický jih upřednostňoval dynamické a složité protínající se formy pozdního baroka, často s příčnými transeptovými rozšířeními, zatímco protestantské centrální stavby si pod vlivem palladianismu silněji zachovávají geometrický (kulatý, polygonální, čtvercový, podélně a příčně oválný a křížový) základní tvar. Stavba vesnických kostelů odráží obecné podmínky v církevních monumentálních stavbách těchto oblastí. Ačkoli centrální stavby splňují požadavky pro městské protestantské bohoslužby, rovinatým oblastem zůstal cizí. Jižní Německo si našlo k centrálním stavbám vlastní přístup, ale kromě Horního Bavorska a částí Rakouska nejsou pro vesnické kostely charakteristické. Většina z těchto často atraktivních a umělecky významných vesnických kostelů pochází od městských nebo městem vyškolených stavitelů, a proto je třeba je chápat jako redukované typy vysokého umění.
Složitější typy církevních monumentálních staveb s bočními uličkami a transeptem, dvojitými věžemi a bohatěji řešenými chóry se v budovách vesnických kostelů objevují pouze výjimečně. V rozkvětu výstavby vesnických kostelů mají územně omezený význam, i když v redukované podobě (například bez sekundárních chórů). Příklady jsou románské baziliky na dolním Rýně a v Alsasku a trojlodní halové kostely v pozdně románské a raně gotické době (Vestfálsko, Meklenbursko a Pomořansko) nebo v pozdně gotické době (německý jihovýchod).

## Stavební materiál
Stavební materiál použitý pro vesnické kostely úzce souvisí s krajinou a uměleckým stylem, a proto je velmi odlišný. Kromě různých druhů přírodního kamene (magmatické horniny, vápenec, pískovec, tuf, trachyt a další), který se používal buď ve formě štípaného, lomového nebo polního kamene, se vesnické kostely velmi často také stavěly z cihel, v hrázděné a dřevěné konstrukci a také v různých kombinacích. Občas docházelo k dovozu stavebního materiálu z velké dálky, například rýnský tuf byl používán ve Frísku a ve Skandinávii. Výstavba vesnických kostelů se také snažila rozlišovat mezi světskými a sakrálními stavbami, což je také od doby pozdního středověku jedním z důvodů omezení výskytu dřevěných staveb. Hrázděná konstrukce je považována za provizorní, ačkoli tato technika přidává vesnickým kostelům zvláštní ráz (například Grünendeich). Nejstarší hrázděné kostely se sice dochovaly z doby kolem roku 1500, ale archeologické vykopávky je potvrdily i z předrománského období. Hrázděné zdivo se stalo populární v některých oblastech severního Německa po třicetileté válce (Braniborsko, Uckerská marka), i když nejčastěji jako nástavba věže nebo zakomponované ve zdech lodi.
V závislosti na použitém materiálu (lomový kámen, kamenné kvádry, výplňová stěna s kvádrovým obkladem a podobně) je také velmi odlišná technologie výstavby zdí. Románské období a zejména 18. století kladly velký důraz na kvalitu stavebního materiálu a pevné zdivo. K nejpozoruhodnějším příkladům patří stavby z žulových kvádrů – dolnoněmecké kostely z polních kamenů. Nejvýznamnější stavby tohoto typu však nepatří do pozdního období, ale naopak do počátků (pozdně románské a raně gotické období). Stavby z polních kamenů se vyskytují od Fríska po řeku Vislu a na jihu po Harz. Ve 14. století byl polní kámen nahrazen cihlou. Z 18. století se zejména ve Francích dochovaly pozoruhodné stavby ze štípaného kamene.

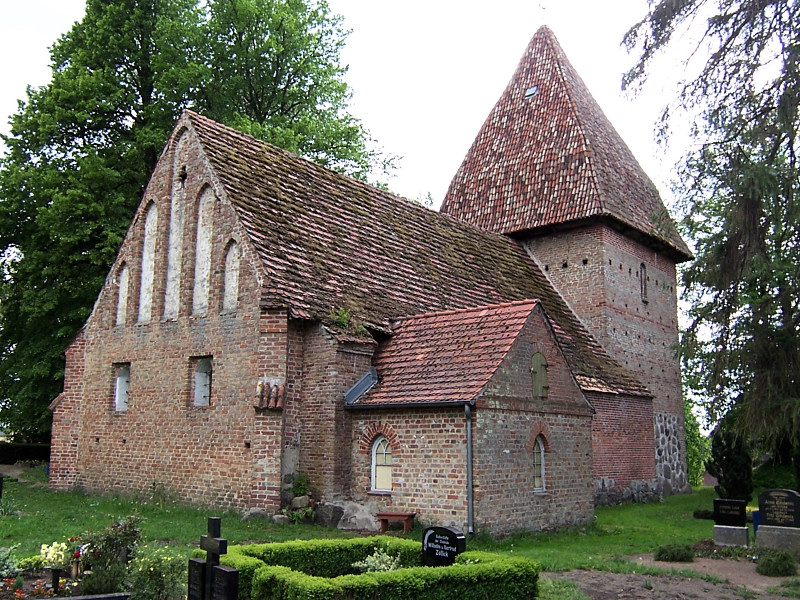
Převážně cihlový kostel ve Wiendorfu
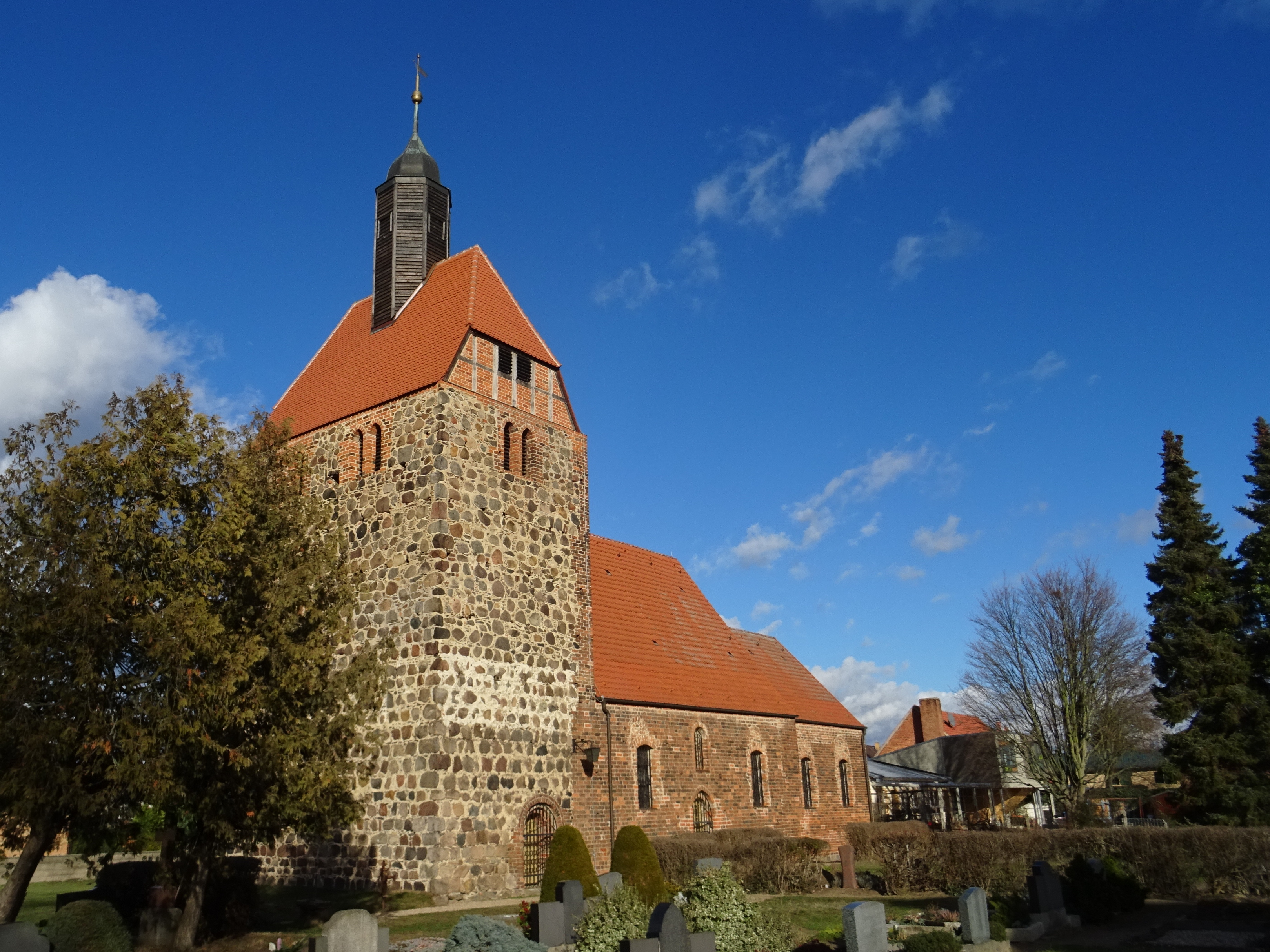
Kostel v Pechüle kombinující kamenné a cihlové zdivo
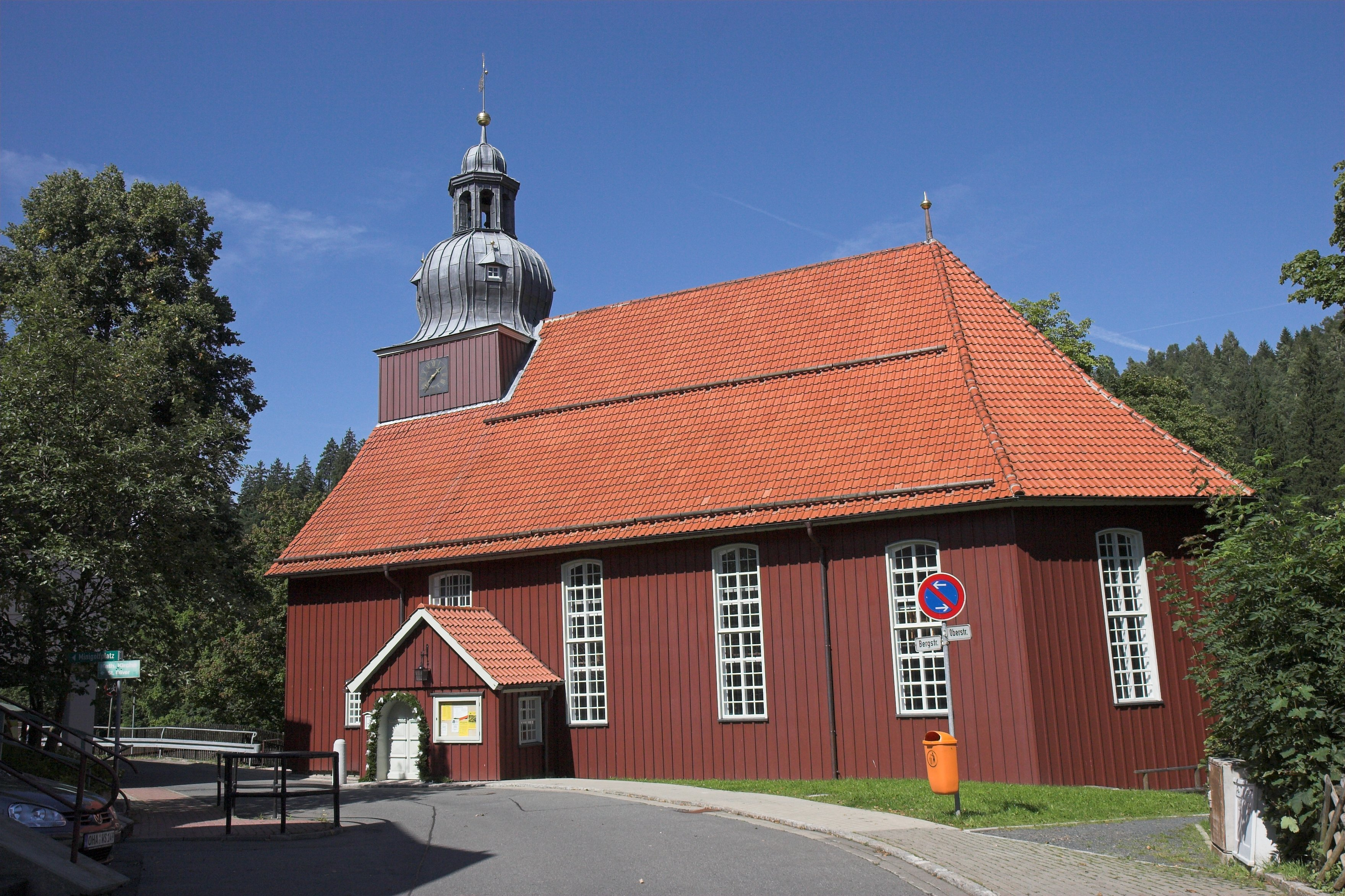
Dřevěný kostel v Altenau
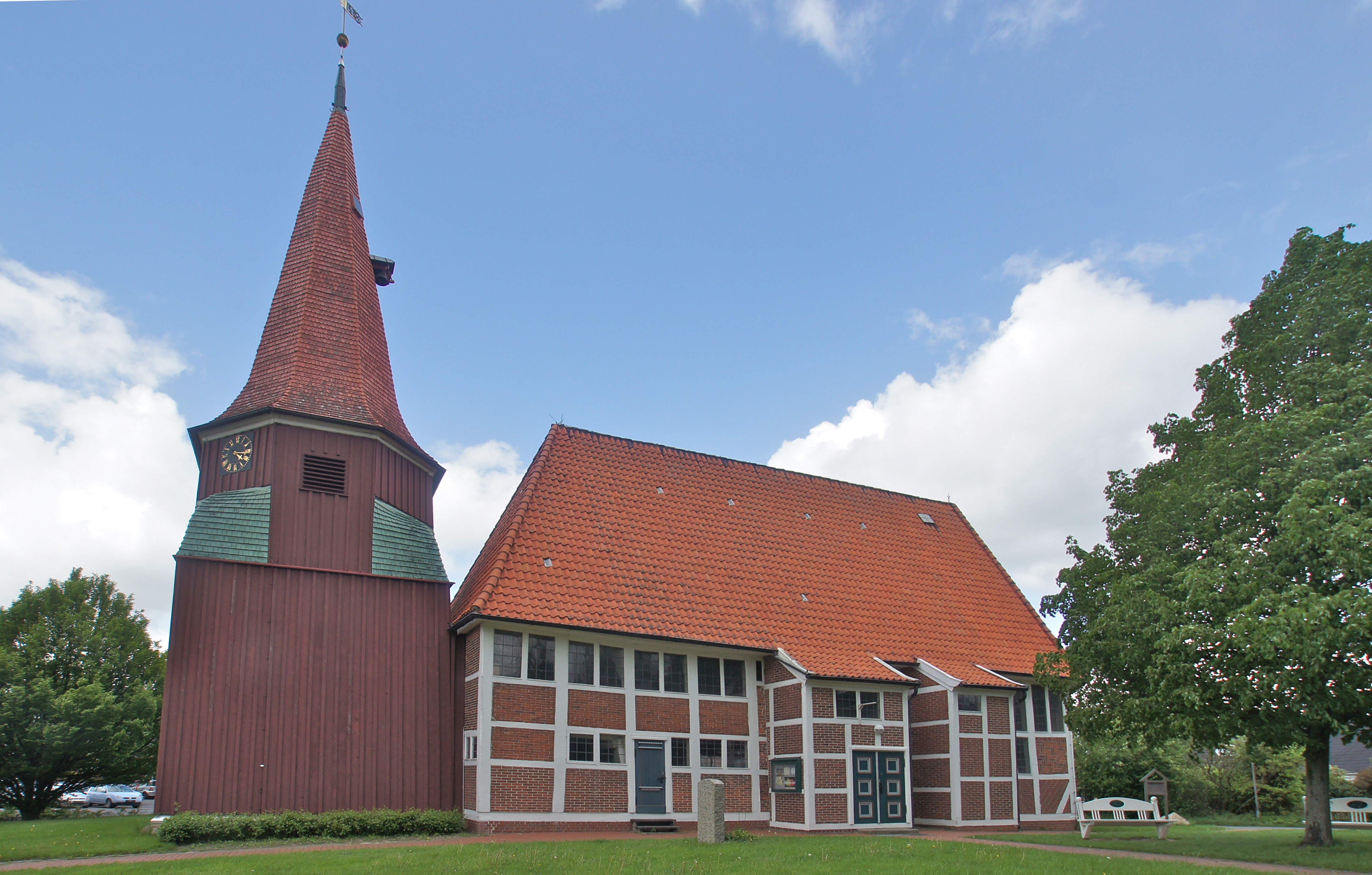
Kostel v Grünendeichu s hrázděnou lodí a dřevěnou věží
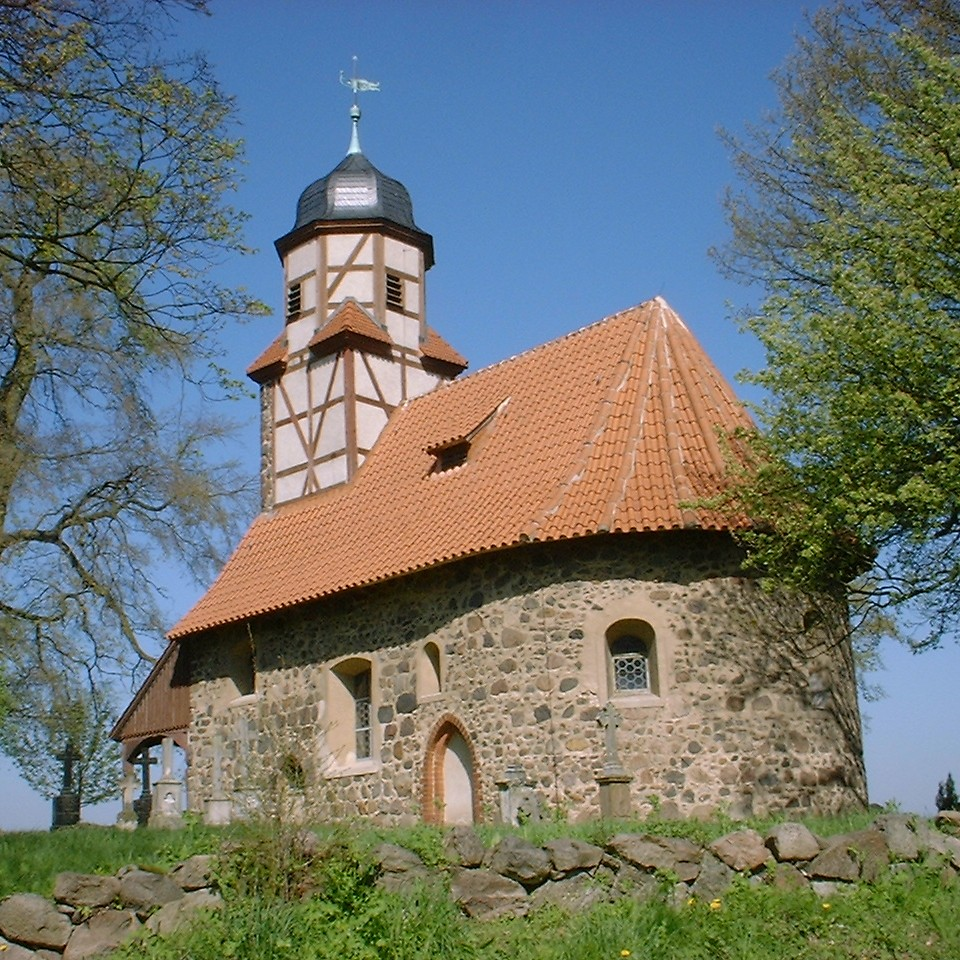
Kostel v Zixdorfu, stavba z polních kamenů s hrázděnou věží
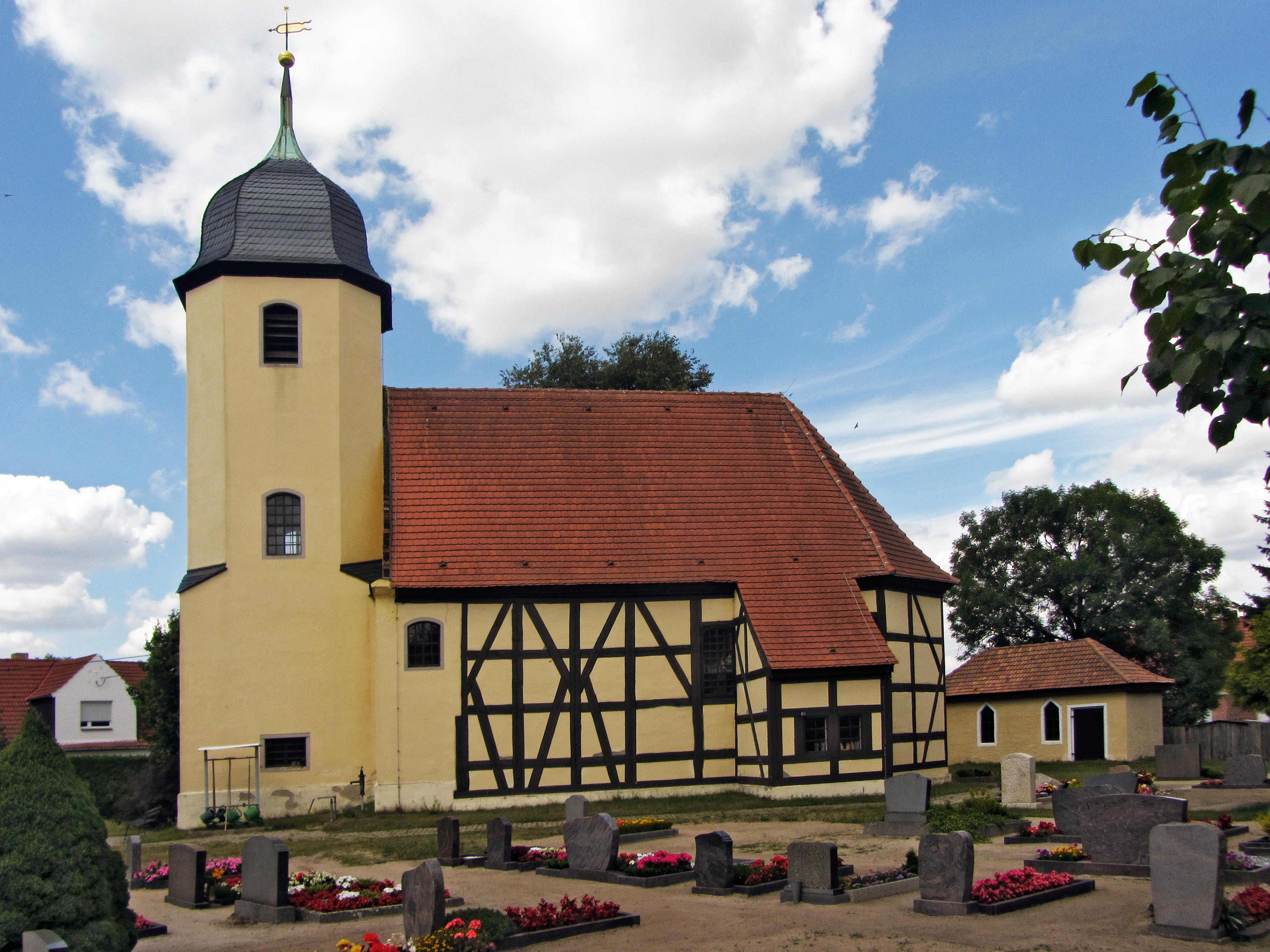
Kostel v Döbrichau s hrázděnou lodí

## Exteriér

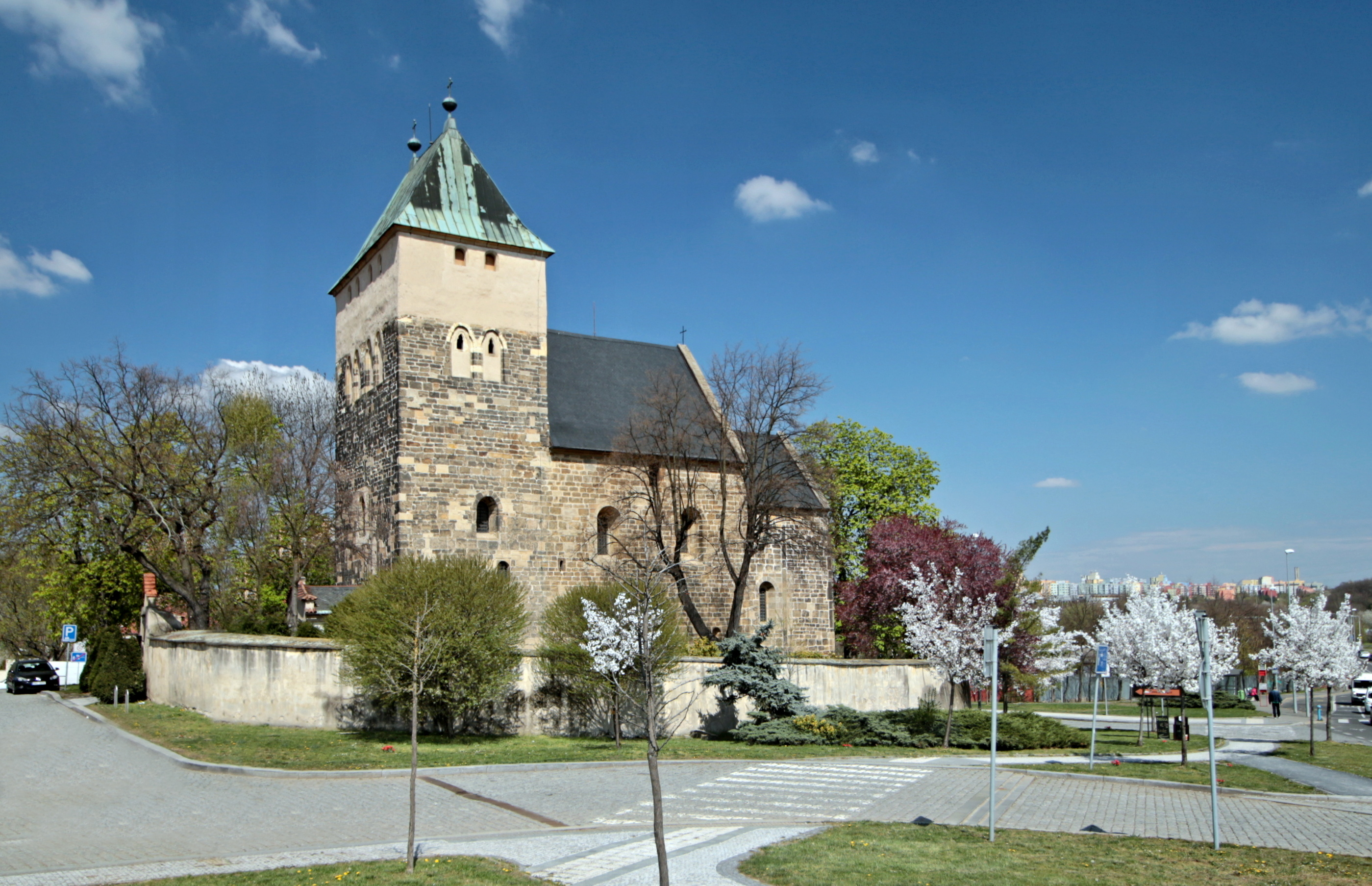
Kostel svatého Bartoloměje v Kyjích s mohutnou obdélníkovou věží

Není jisté, zda k vesnickým kostelům patřila již od začátku věž. V Německu, na rozdíl od Itálie, je to každopádně podstatný rys vesnických kostelů, i když ne všechny věž měly. Obecně se věže stávají směrem na východ vzácnějšími, což odpovídá snižujícímu se množství typů vesnických kostelů. Všechny typy vesnických kostelů, včetně těch původně bezvěžových, byly v Německu občas doplněny věží. Věž bývala umístěna různě: chórová věž, věž na boku chóru či západní věž. Věže v hlavní ose budovy (západní a chórové věže) jsou charakteristické pro německé a severoevropské vesnické kostely. Kromě dřevěných věží severoněmecké pobřežní oblasti zůstaly izolované věže vzácné. Také dvojité věže na západě nebo na východě („švábské východní věže“) a věže nad křížením se u německých vesnických kostelů vyskytují pouze sporadicky. Německé vesnické kostely lze odlišit podle polohy věže. Kostel s chórovou věží se objevuje ve středním Německu, zejména ve švábsko-franské kmenové oblasti. Naopak v severním Německu dominují vesnické kostely se západní věží, která je od románského období rozšířena po celé oblasti německého osídlení. Kostely s chórovou věží, které jsou v severním Německu vzácné, se zde nazývají jako „obrácené kostely“. Zatímco chór a západní věž se snadno spojí s lodí a vytvoří jednolitý prostor, vytvářejí oproti tomu věže na boku chóru volnou sestavu. Jsou charakteristické pro pozdně gotické vesnické kostely jižního Německa, Čech a Tyrolska, protože na jihu byla větší svoboda, pokud jde o polohu věže. V severním Německu ojedinělé kostely s věžemi na boku chóru se vyskytují v oblasti Danzigu: Rehden, Riesenburg, Deutsch-Eylau. V jižním Německu jsou věže většinou umístěné na jižní straně kněžiště. Obecně jsou věže v dolním Německu kompaktnější, ale na hornatém jihu štíhlejší. Většinou mají přibližně čtvercový půdorys, pokud nejsou napůl nebo úplně vtaženy, stojí na dvou podpěrách zevnitř a vypadají zvenčí jen jako sanktusníky. V některých oblastech severního Německa jsou naproti tomu obdélníkové a široké jako loď nebo dokonce širší (Uckerská marka). Oblast rozšíření těchto robustních západních příčných věží (příčníků), které někdy budí dojem samostatné budovy, za kterou kostel mizí, sahá až do Saska, Slezska a Čech (Kyje). Zatímco západní příčné věže měly v dolním Německu většinou sedlové střechy, podélné věže se sedlovou střechou jsou v románském období charakteristické pro jižní Bavorsko (s výjimkou údolí Innu) a Švábsko. Z mnoha dalších zvláštních forem jsou nejznámější bavorská cibulová kopule a alpská špičatá věž. V několika oblastech se nacházejí také západní věže s kruhovým půdorysem („vicelinské kostely“ v Holštýnsku a Wagrienu a také v Hannoveru a Irsku) a v ojedinělých případech zcela polygonální (oblast Danzigu).

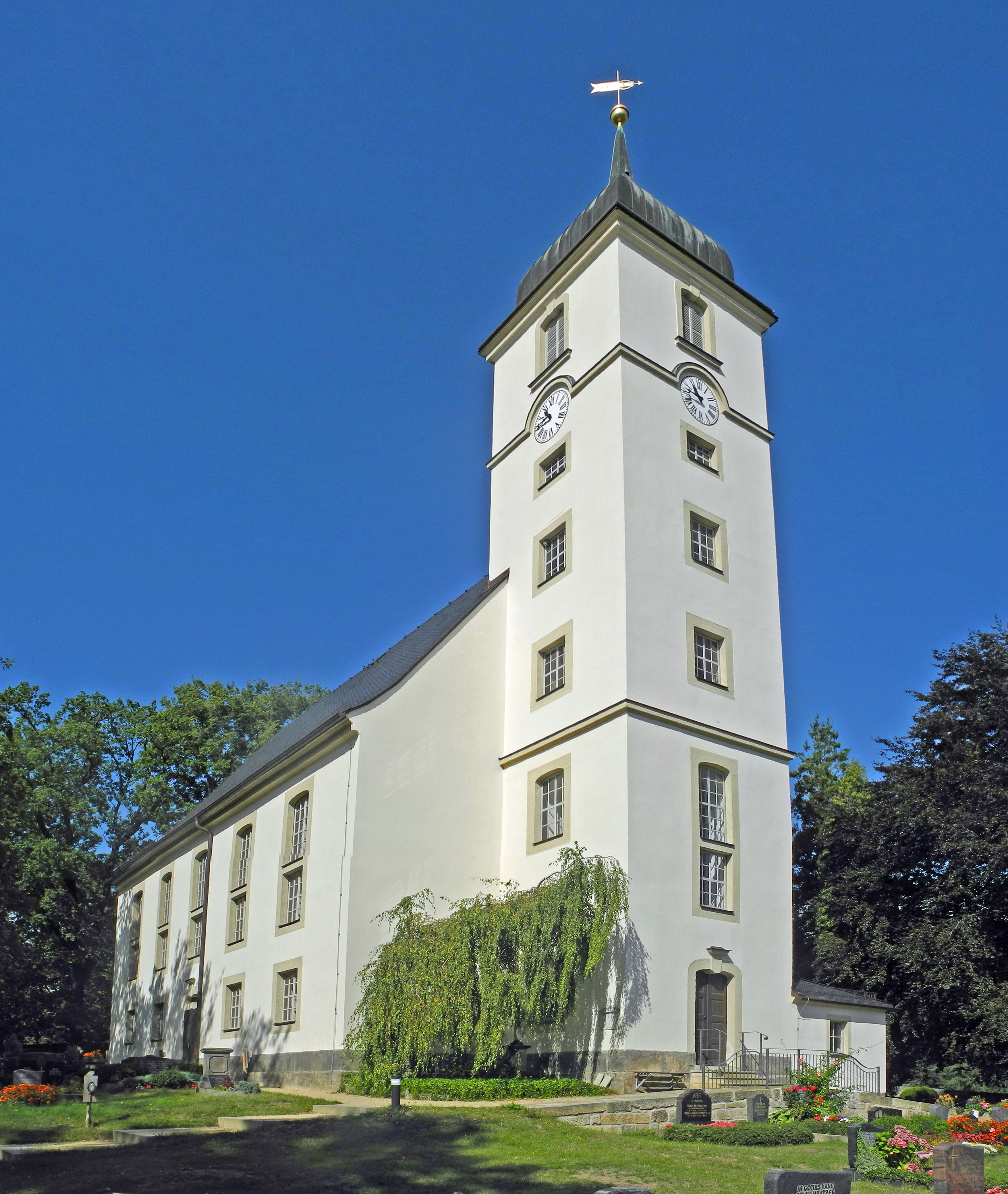
Vesnický kostel v Papstdorfu se západní věží

Architektonické spojení s těmito zcela válcovými nebo polygonálními západními věžemi, které se v některých případech dotýkají pouze lodi, zůstává neuspokojivé (Beetzendorf, Suderburg). V severním Německu se řídce objevují také dřevěné západní věže se šikmými rohovými sloupky, strmými svažitými stěnami a bizarními konzolovými zvonicemi, stejně jako dřevěné zvonové klece, zvonice a hrázděné věže baltské pobřežní oblasti a Skandinávie, které stojí izolovaně bez osového vztahu ke kostelu.
Sakristie je téměř vždy v přímém spojení s kněžištěm. V jižním Německu je to obvykle na jih od kněžiště, v severním Německu a ve Skandinávii naopak na sever od něj. V novověku byla sakristie přidána na východ od presbytáře nebo uspořádána souměrně s druhým rozšířením po obou stranách kněžiště. V mnoha případech se věže tyčí nad sakristií. Protestantské vesnické kostely používají často jako sakristie apsidy nebo středověká kněžiště.
Předsíň je umístěná před hlavním vchodem; v  severním Německu se nachází na západní straně a má buď tvar vrchlíku neseného podpěrami, anebo ji tvoří otevřené přízemí západní věže. Pravidla pro uspořádání portálu byla méně závazná. Ve středním a jižním Německu je to často na jižní dlouhé stěně lodi, v Dolním Sasku pak většinou na západě (západních věží bez portálu však není málo). Ve Frísku byly portály umístěny na dlouhých stranách, stranou příčné osy. Mnoho vesnických kostelů má portály jak na západě, tak na jedné ze dvou dlouhých stran. Zvláštností některých vesnických kostelů dolního Německa, zejména Uckerské marky, a Skandinávie je takzvaný kněžský portál na jižní straně kněžiště.
U středověkých vesnických kostelů byla okna obvykle umístěna jen na jedné z dlouhých stran. Teprve v novověku se objevují symetricky po obou stranách lodi. Pro dolnoněmecké a skandinávské vesnické kostely pozdně románského a raně gotického období jsou charakteristické skupiny tří oken ve východní stěně kněžiště. Krypty nebo podobné prostory se ve vesnických kostelech téměř nikdy nenacházejí. Tam, kde jsou přesto přítomné (pod kněžištěm nebo věží), slouží buď jako kostnice či pohřebiště pro patrona nebo kněze.

## Interiér a vybavení

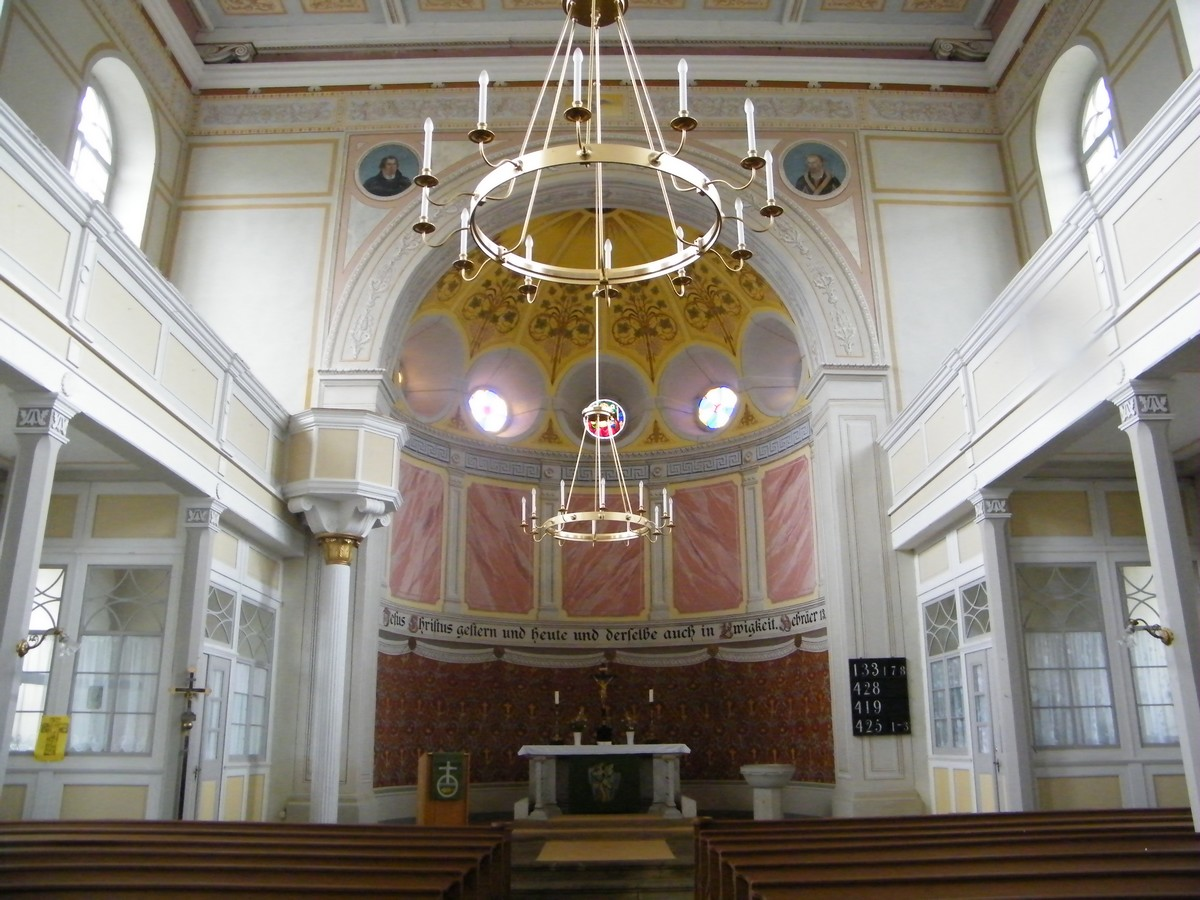
Kněžiště a přilehlá část lodi vesnického kostela v Saupsdorfu

Středověké vesnické kostely byly často zakryté plochým trámovým stropem s opláštěním, a to i nějaký čas poté, co již nebyla konstrukce klenby technickým problémem. Ploché kazetové stropy tak byly rozšířené i v novověku. Aby se zdůraznil posvátný střed, byl presbytář klenutý častěji než loď. V případě klenutých staveb byly klenby kněžiště někdy obohaceny nebo se alespoň lišily od klenby v lodi. V některých oblastech přispěly ve středověku vesnické kostely k rozšíření využívání klenby. Nehledě na halové kostely se v pozdně románském období rozšířily kopulové klenby z Vestfálska na severovýchod až k Rujáně a do Skandinávie. Kostely z polních kamenů z jihovýchodního Meklenburska a západního Pomořanska byly od začátku zaklenuté. V pozdně gotickém období přešly vesnické kostely z bavorsko-rakouské pohraniční oblasti z vějířové a paprskové klenby na deštníkovou klenbu. Centrální stavby vesnických kostelů barokního období používají často bohaté kopulovité klenby.
V raném a vrcholném středověku byla podlaha litá nebo skládaná z hliněných dlaždic se vzorem i bez něj. V pozdně gotickém období se užívalo cihel často kladených ve vzoru „rybí kost“, novověk začal používat kamenné desky.
Protestantské a katolické vesnické kostely se zásadně liší vybavením. Katolické si obecně lépe zachovaly středověké vnitřní uspořádání, i když i zde se význam jednotlivých částí změnil. Kromě hlavního oltáře obsahuje katolický vesnický kostel dva nebo více bočních oltářů, které stojí na východním konci lodi po obou stranách vítězného oblouku nebo, pokud není kněžiště odsazené, stojí volně ve východní polovině lodi. K běžnému vybavení kněžiště patří svatostánek, obvykle ve formě výklenku v severní stěně nebo v podobě vížky s vrcholem zakončeným fiálou. Naproti svatostánku je umístěný třídílný výklenek k sezení. Lektorium a oltářní ciborium se vyskytují pouze ve výjimečných případech, zatímco přijímací lavice pod vítězným obloukem je trvalou součástí katolických vesnických kostelů. Neobvyklé nejsou triumfální kříže (příležitostně také stojící na zemi ve střední ose vítězného oblouku), často zachované i v protestantských kostelích.

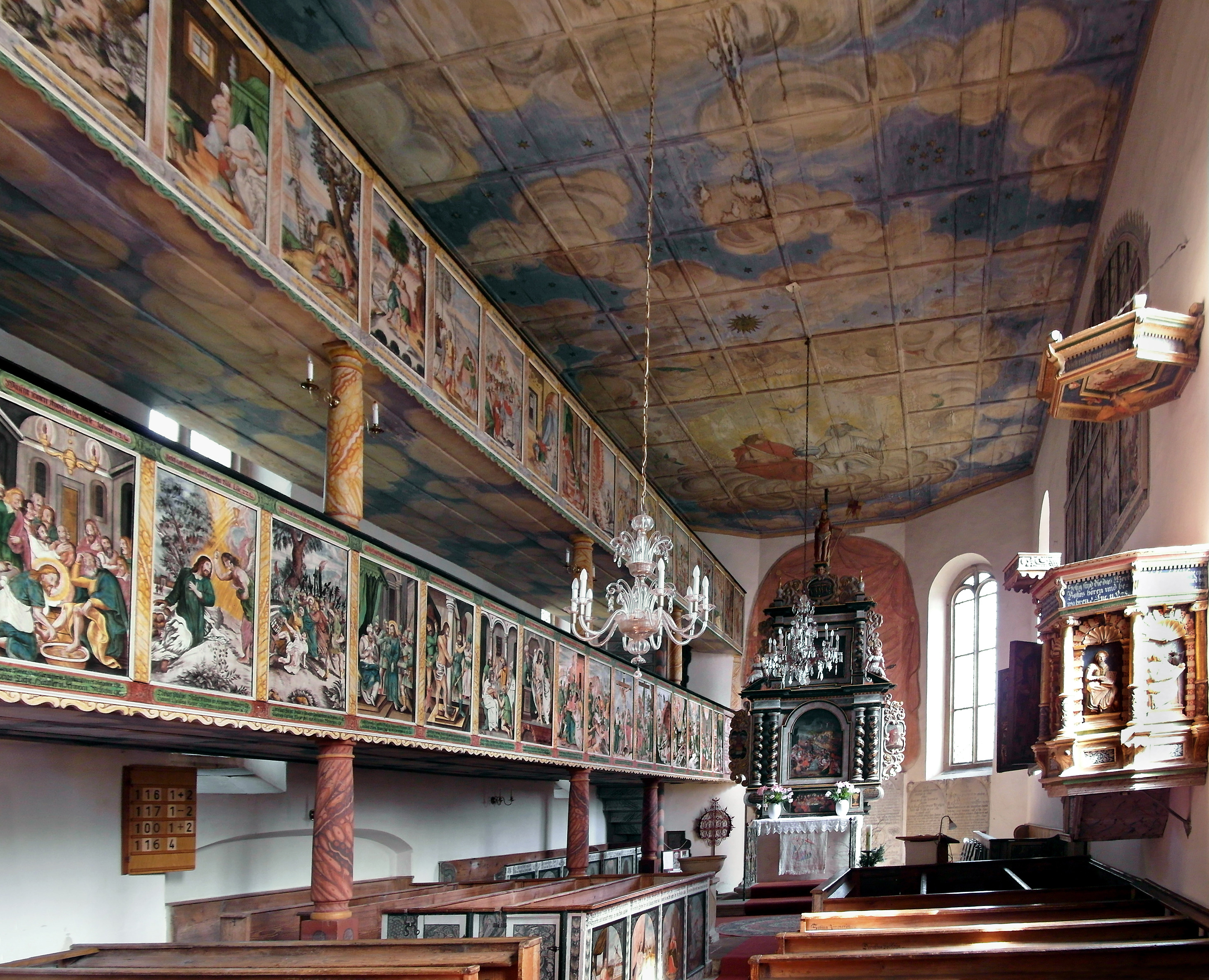
Bohatě zdobený interiér vesnického kostela v Reinhardtsdorfu

Protestantské vesnické kostely se spokojily s  oltářem, který byl často kombinován s kazatelnou a tvořil kazatelnový oltář. K nim byly někdy přidány vstupy do sakristie a varhany. Hlavní prvky mobiliáře, ke kterým také patří křtitelnice, se sjednocovaly ve východní části vesnického kostela. Křtitelnice stojí pod vítězným obloukem, před oltářem nebo uprostřed interiéru kostela (v katolických vesnických kostelech je umístěna v rohu lodi). Pokud nebyly oltář a kazatelna přímo spojeny, byla kazatelna umístěna na místo dřívějšího bočního oltáře nebo byla vyvýšena v blízkosti vítězného oblouku nebo na dlouhé stěně lodi.
Varhany stály ve středověku na boku v presbytáři a teprve později byly přemístěny na západní emporu. Ve vrcholném středověku sloužily západní empory, které byly tehdy často klenuté, jako hlavní, často doplněné vlastním oltářem. Západní empory se mohou vyskytovat také v západních věžích (Čechy). Obzvláště bohatě navržené západní empory se zachovaly na německém jihovýchodě. Pro protestantské vesnické kostely jsou charakteristické jedno nebo vícepodlažní empory obklopující loď z několika nebo dokonce všech stran, jejichž parapety byly často zdobeny mnoha biblickými vyobrazeními. Tyto empory proto mají dvoupodlažní úpravu oken (například Beaulieu či Sieversdorf).
Kostelní lavice, které věřící používali odděleně podle pohlaví, byly v katolických vesnických kostelích pravidelně nasměrované na východ a  uspořádané po obou stranách podélných stěn, přičemž uprostřed zůstal volný průchod. U protestantských kostelů je kombinované podélné a příčné uspořádání nebo bylo celé sezení přizpůsobeno rozměrům lodi. Úzké boční průchody se objevují od 18. století. Muži měli někdy své místo na emporách. Společenský řád farnosti byl patrný v uspořádání sedadel: vznešenější rodiny měly v protestantských vesnických kostelech často vlastní oddíly podobné bednám (takzvané modlitebny).
Mezi další vybavení často patří pamětní desky, náhrobky, erby, pamětní symboly (zbraně, vlajky, lodě a podobně) a lustry.